# Parcul Național Aniui
Parcul Național Aniui (în rusă Анюйский национальный парк, transliterat: Aniunskii naționalnîi park) este situat în raionul Nanai, ținutul Habarovsk din Rusia, pe cursul inferior al râului Aniui, un afluent al fluviului Amur.
Parcul național acoperă o parte a munților Sihote-Alin, zona cea mai puțin alterată de activitatea umană. Parcul este important deoarece creează un coridor ecologic între lunca joasă a fluviului Amur și munții înalți împăduriți ai lanțului Sihote-Alin, în extremitatea estică a Orientului Îndepărtat Rus. Parcul se află la aproximativ 80 de kilometri (spre nord-est) de orașul Habarovsk.
Parcul Național Aniui face parte din Complexul euroregional Amur-Heilong care se întinde pe teritoriul a trei țări (Rusia, China și Mongolia), include 15 ecoregiuni terestre și care constituie unul dintre habitatele prioritare ale World Wide Fund for Nature, adăpostind aproximativ 2.800 de specii de plante și 500 de animale și reprezentând un ultim loc de reproducere pentru multe animale sălbatice pe cale critică de dispariție.

## Topografie
Parcul național are o formă de potcoavă, urmând crestele divizoare ale micilor bazine hidrografice ale râurilor Aniui (în rusă Анюй), un afluent al fluviului Amur și Pihța (în rusă Пихца), care se varsă în lacul Gassi (în rusă Гасси). Porțiunea estică a teritoriului parcului este o zonă montană, în timp ce partea vestică este în mare parte o luncă inundabilă. 

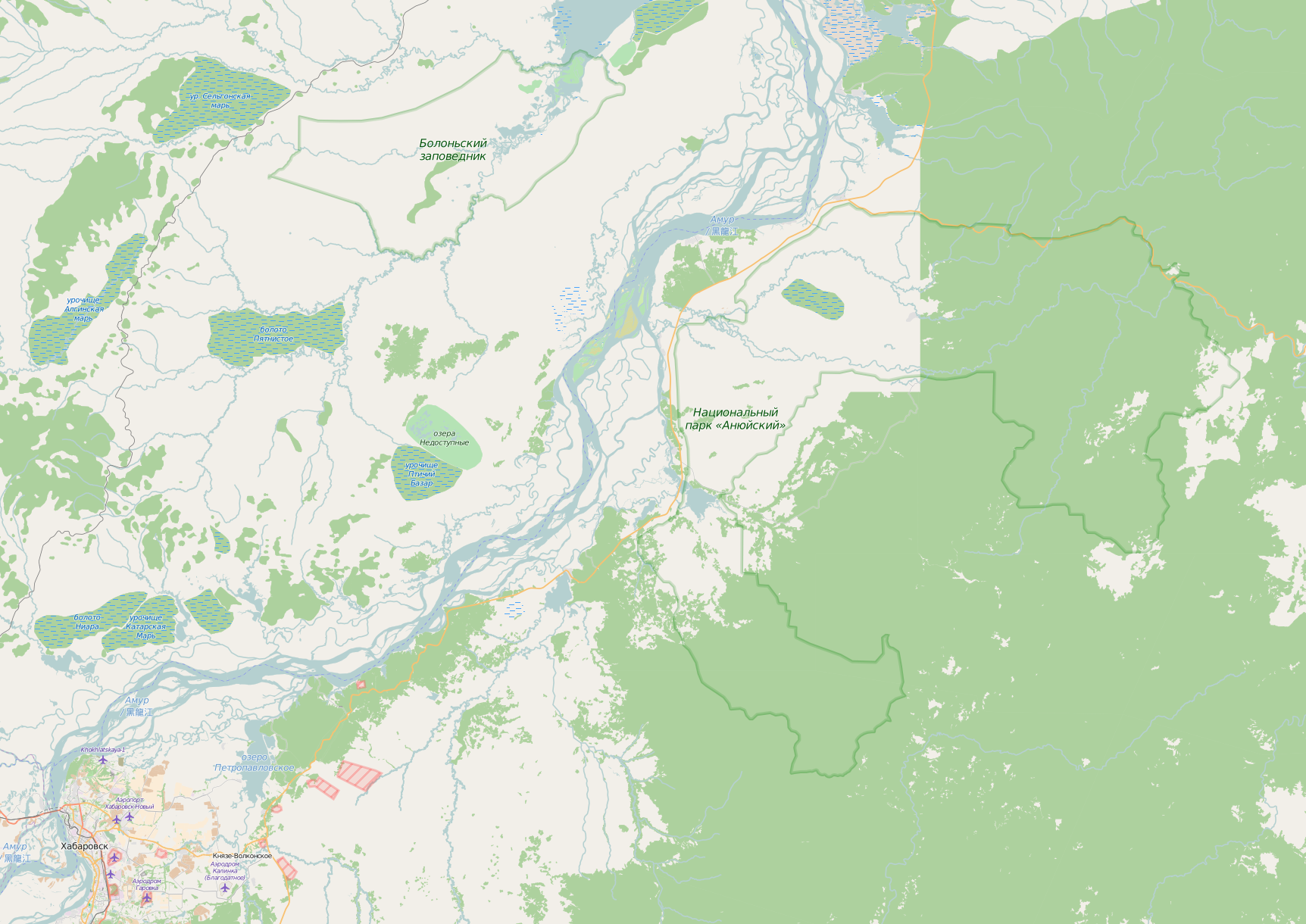
Parcul Național Aniui, la vest de fluviul Amur

Limita sudică a parcului urmează linia de nord a zonei de creastă a lanțului montan Sihote-Alin. Jumătatea vestică se află pe o prelungire estică joasă a câmpiei Amurului Mijlociu (în rusă Среднеамурская, transliterat: Sredneamurskaya), o depresiune plată, mlăștinoasă, mărginită de crestele masivelor Sihote-Alin la est și Mali Khingan (în rusă Малый Хинган, transliterat: Malyy Khingan) la vest, care include zonele joase aluviale ale luncii inundabile ale fluviului Amur, de până la 40 de metri altitudine. Latura sud-estică a parcului este constituită de valea relativ plată a râului Pihța, iar cea nord-estică de valea râului Aniui și ale afluenților săi, cu defilee mai abrupte și mai adânci și cu o altitudine medie de 600 de metri.
Partea centrală a parcului este ocupată de lunci inundabile și mlaștini, ocupând aproximativ 40% din suprafața sa totală. Pe versanții masivului Sihote-Alin din cadrul parcului predomină înălțimi de 400–600 metri, iar cel mai înalt punct al parcului este vârful muntelui Sapun (în rusă гора Сапун, transliterat: gora Sapun, 1.341 m), situat în partea nord-estică. 
Baza rețelei hidrografice a parcului este râul Aniui, care izvorăște din apropierea părții centrale a sistemului montan Sihote-Alin și are o lungime de 393 km. Principalii afluenți sunt Dimni, Podi, Gobilli, Tormasu, Moadi, Manoma (în rusă Дымни, Поди, Гобилли, Тормасу, Моади, Манома, transliterat: Dîmni, Podi, Gobilli, Tormasu, Moadi, Manoma). Singurul lac mare din parc, Gassi (în rusă Гасси, transliterat: Gassi), este situat în lunca inundabilă a fluviului Amur.

## Climă
Zona parcului Aniui este caracterizată de o climă continentală umedă cu veri calde (climat uscat de vară - Dwb), cu patru anotimpuri distincte, ierni reci și uscate (cantitatea de precipitații fiind de mai puțin de o zecime din cele din timpul verii) și veri calde și umede. Crestele masivului Sihote-Alin constituie o barieră naturală în calea circulației maselor de aer. Temperatura medie anuală în zona de câmpie este de 0,3 °C, iar în zona montană este mai scăzută: −3.2 °C. Perioada fără îngheț durează aproximativ 99-140 de zile anual, iar perioada cea mai ploioasă este vara. Stratul de zăpadă stabil se formează în noiembrie și durează până la 210 zile, iar adâncimea medie a zăpezii la câmpie este de 67 cm.

## Biodiversitate

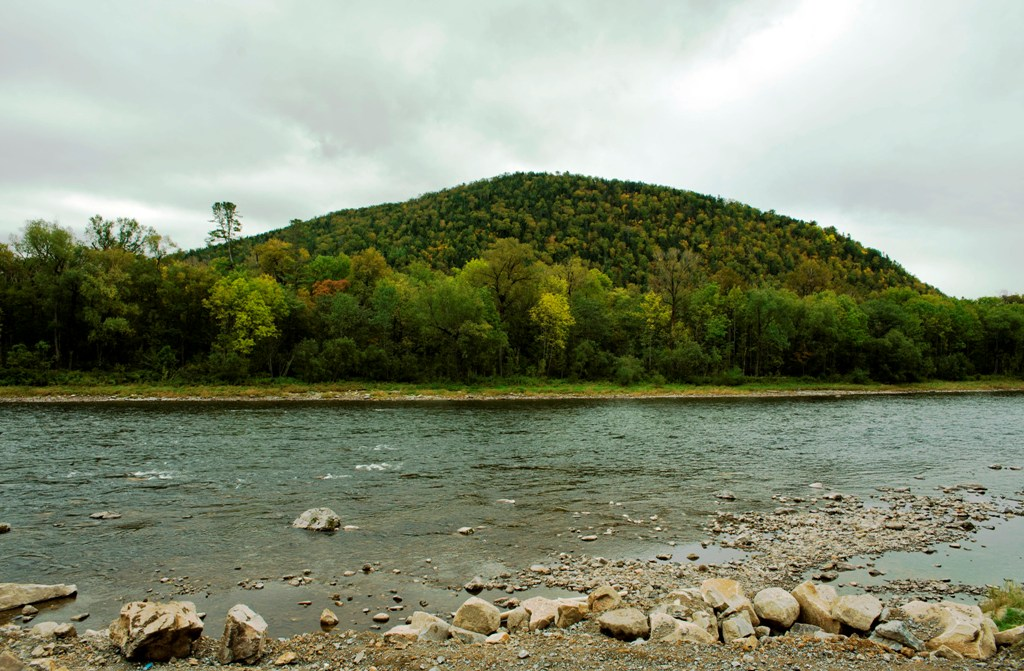
Râul Aniui, limita nord-estică a parcului național

Aniui se află în ecoregiunea Pădurile de foioase și mixte Ussuri (în engleză Ussuri broadleaf and mixed forests, WWF ID: PA0443). Potrivit World Wildlife Federation (WWF), comparativ cu alte ecosisteme temperate, nivelul de endemism al plantelor și nevertebratelor din regiune este extraordinar de ridicat. „Regiunea conține unele dintre cele mai diverse din punct de vedere biologic păduri temperate din lume, vaste pajiști de stepă și un biom neîntrerupt de taiga”. Aceste păduri formează centuri de vegetație inferioare și medii, de la nivelul mării până la 800–900 metri altitudine (în sud până la 1.200 m).
Aproximativ 45% din pădurile parcului fac parte din taigaua Orientului Îndepărtat Rus, 30% reprezintă sub-taiga (pădure de conifere montane), 14% reprezintă luncă inundabilă și deltă, iar 11% sunt zone mlăștinoase. Întrucât un sfert din teritoriul său reprezintă zone umede temperate din bazinul fluviului Amur, Parcul Național Aniui este un habitat important pentru speciile de zone umede și pentru peștii din pâraiele de munte care se varsă în fluviul Amur. 
Nivelul ridicat de biodiversitate este atribuit multitudinii de zone ecologice care se întâlnesc în regiune, naturii izolate a porțiunii rusești a fluviului Amur (comparativ cu secțiunile fluviului din China și Coreea de Nord), dar și lipsei condițiilor de glaciație în pleistocen sau holocen, ceea ce a condus la o perioadă lungă de dezvoltare neîntreruptă a vegetației, care, împreună cu clima și locația, a dus la amestecarea elementelor vegetale nordice și sudice, maritime și de stepă. 
Ecoregiunea de apă dulce din Parcul Național Aniui este Bazinul inferior al fluviului Amur (în engleză Lower Amur River Basin, ID 616). Fluviul Amur este alimentat în mare parte pluvial. Inundațiile apar adesea vara, când râurile din amonte se revarsă, iar apa acoperă zone extinse de luncă inundabilă. Adâncimea fluviului fluctuează între 12-14 m, dar revărsările ating 10-30 km lățime. Aproximativ 2.800 de specii de plante și 500 de animale populează porțiunea rusească a fluviului. Zona reprezintă un habitat cheie pentru unele animale sălbatice pe cale critică de dispariție.

### Floră
Parcul este o componentă critică a rețelei de arii naturale protejate din bazinele mijlociu și inferior al fluviului Amur, în special pentru că integrează un habitat continuu, plecând din luncile inundabile ale fluviului, trecând prin sub-taigaua de stejar mongol (Quercus mongolica) și pin coreean (Pinus koraiensis), până la crestele montane. Uriașul pin coreean a fost descris de către World Wildlife Fund drept „inima ecosistemului”. Numărul exemplarelor de pin coreean s-a redus mult în ultimii 50 de ani, această specie devenind din ce în ce mai mult o țintă a defrișărilor ilegale în zonele din jurul Parcului Național Aniui.
Vegetația forestieră ocupă aproximativ 85% din suprafața totală a parcului național. Unicitatea acestei zone constă în pădurea relictă formată din exemplare înalte de tisa (Táxus baccáta) intercalate cu o specie rară de ferigă (Coniogramme intermedia). Se mai găsesc exemplare de mesteacăn coreean (Betula costata), tei de Amur (Tilia amurensis), tei manciurian (Tilia mandshurica), frasin manciurian (Fraxinus mandschurica), frasin chinezesc (Fraxinus chinensis), nuc manciurian (Juglans mandshurica), stejar mongol (Quercus mongolica), ulm japonez (Ulmus davidiana subsp. japonica), brad manciurian (Abies holophylla) și arbore de plută de Amur (Phellodendron amurense).

Arbori din Parcul Național Aniui
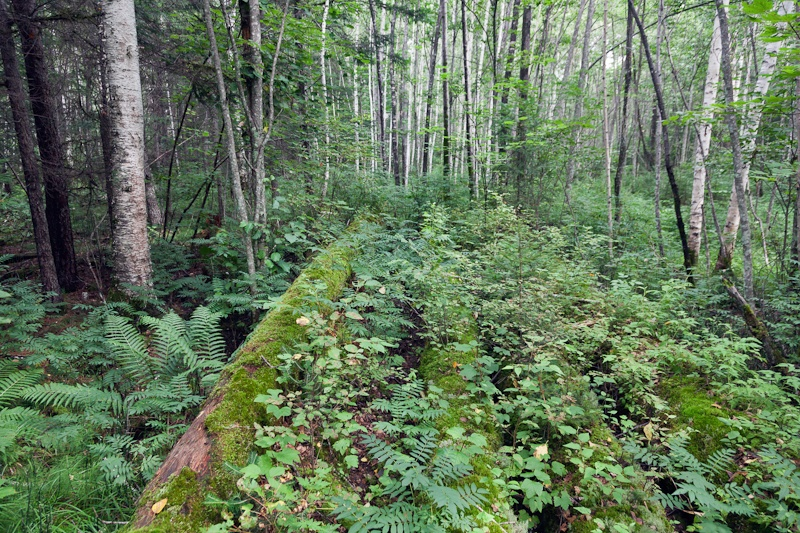
pădure de foioase (sub-taiga) în Parcul Național Aniui
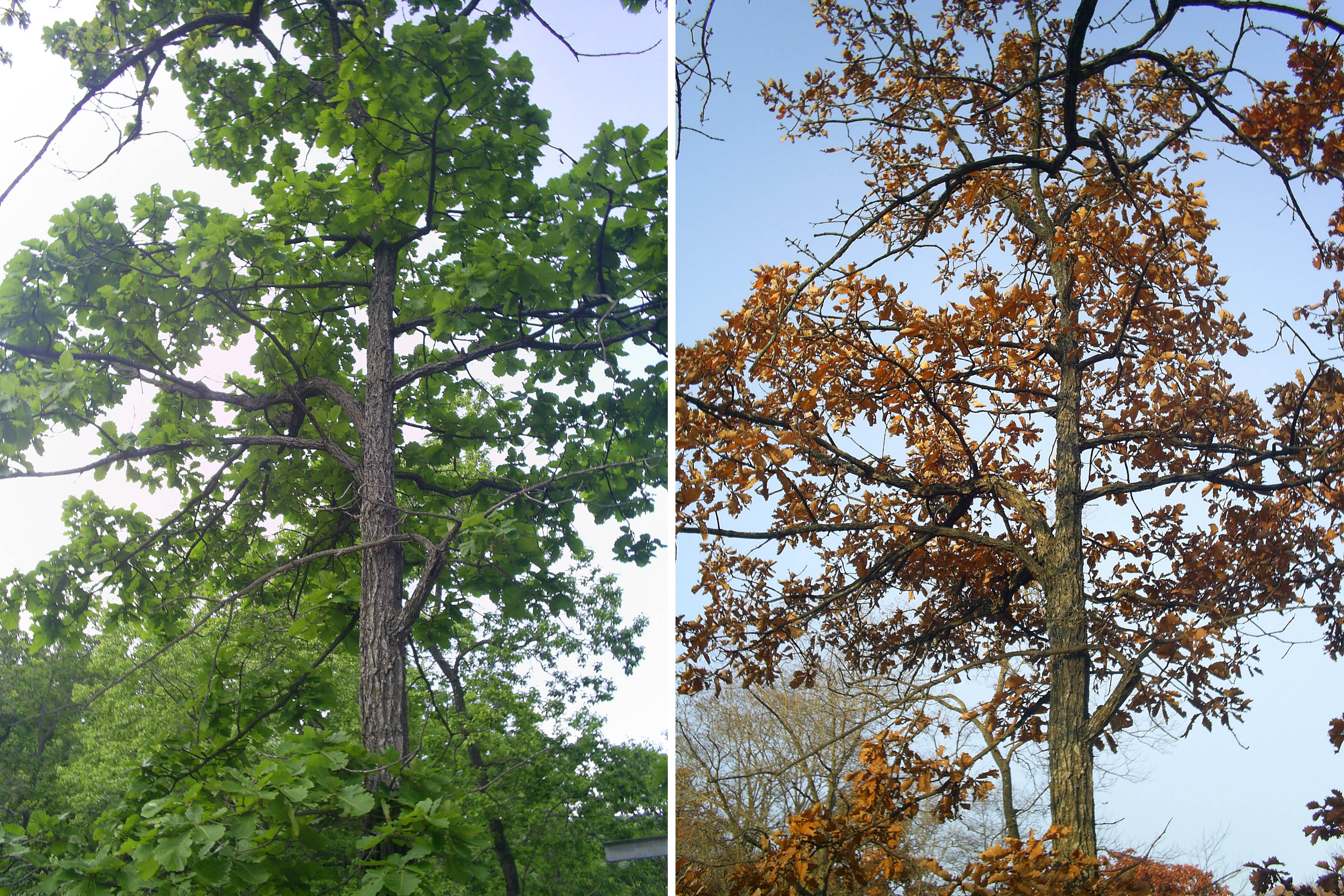
stejar mongol (Quercus mongolica)
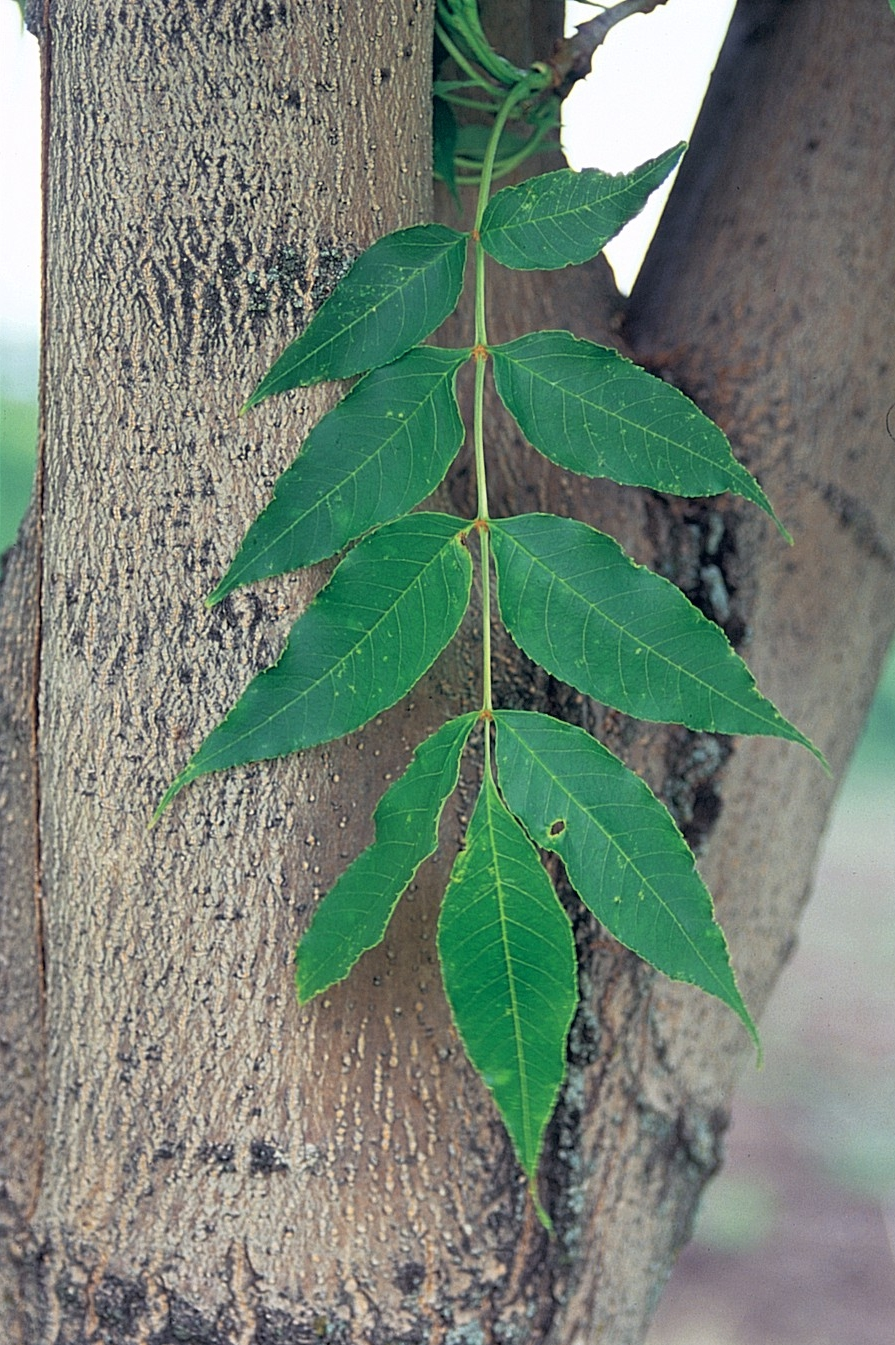
frasin manciurian (Fraxinus mandschurica)
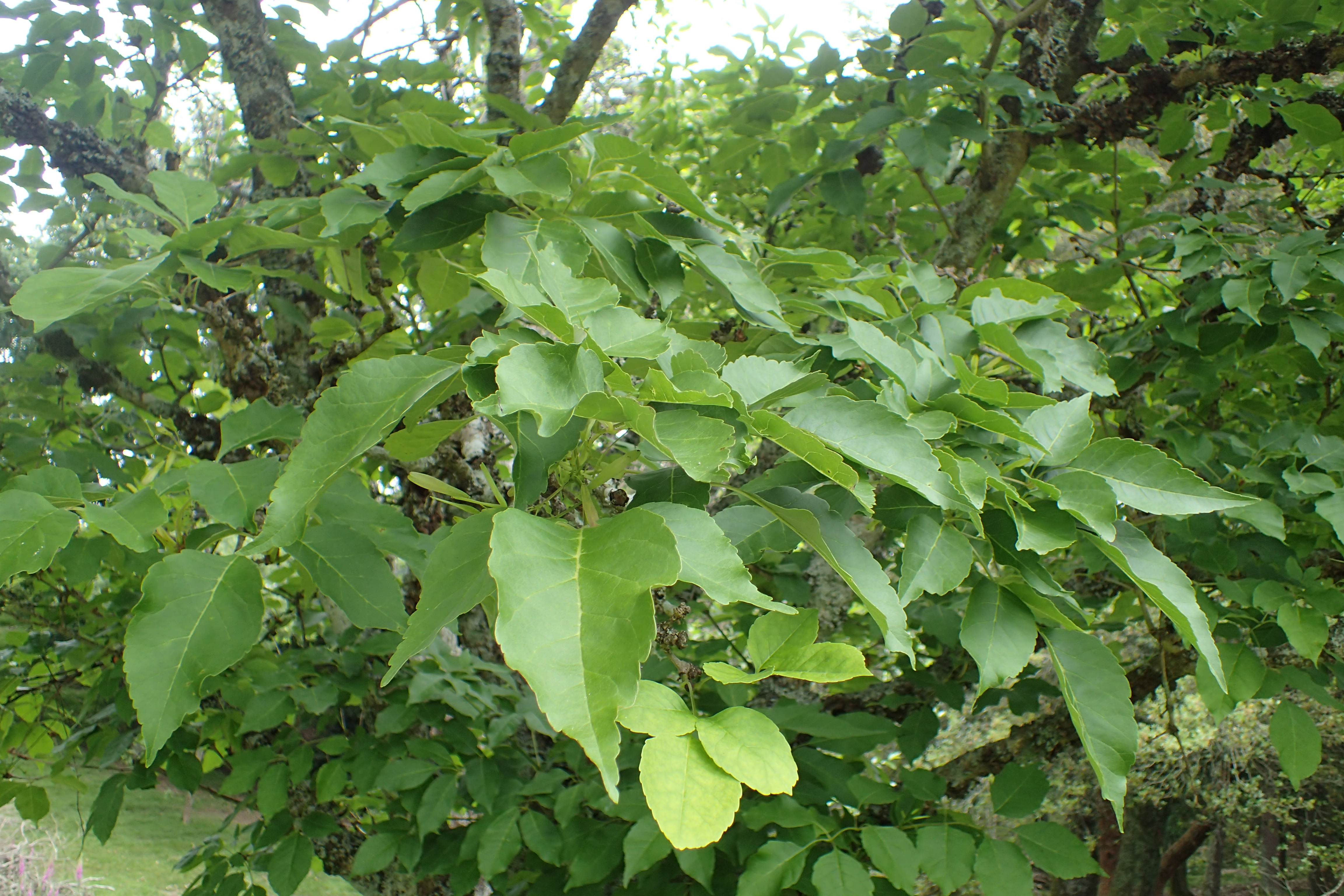
frasin chinezesc (Fraxinus chinensis)
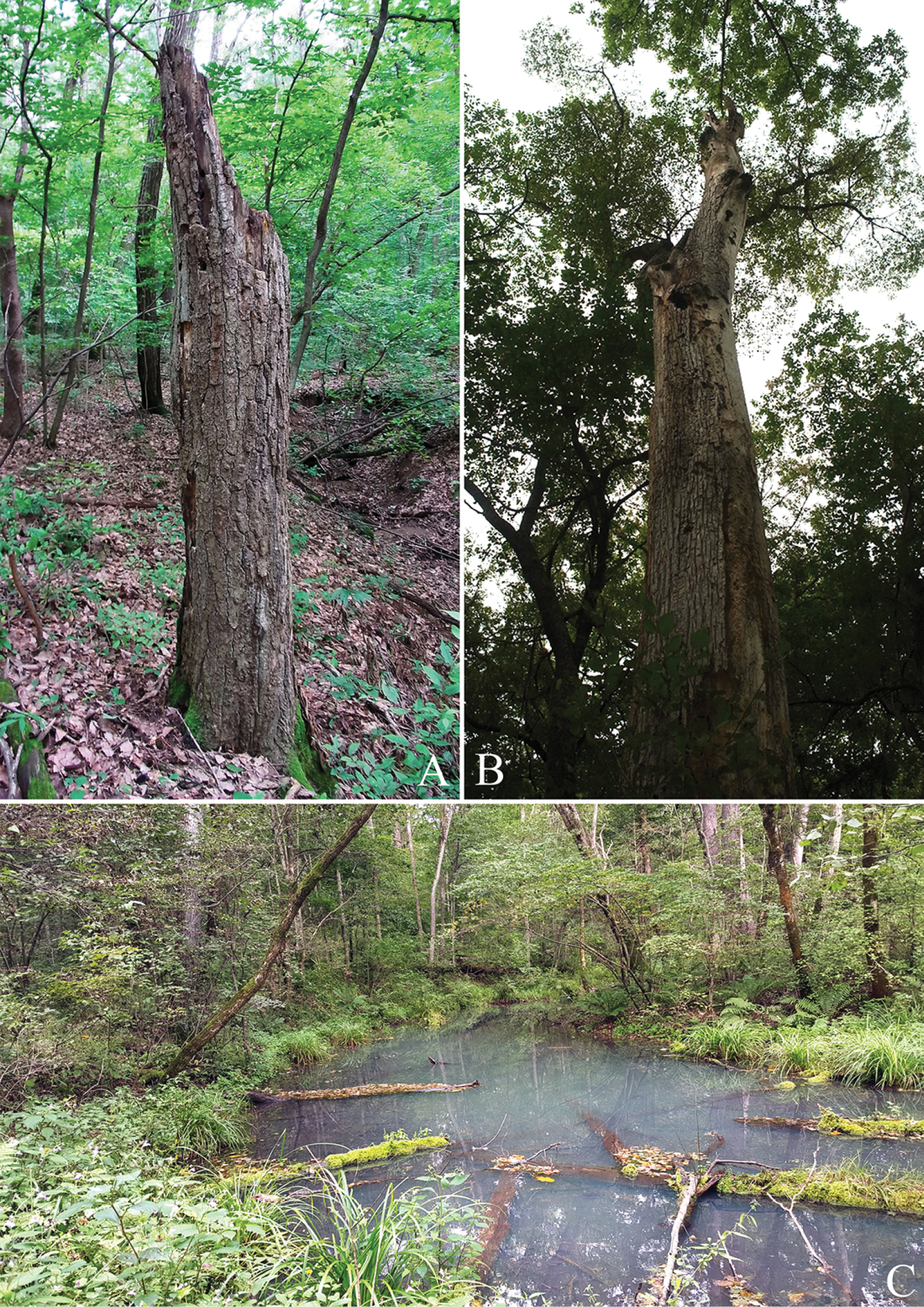
ulm japonez (Ulmus davidiana subsp. japonica)
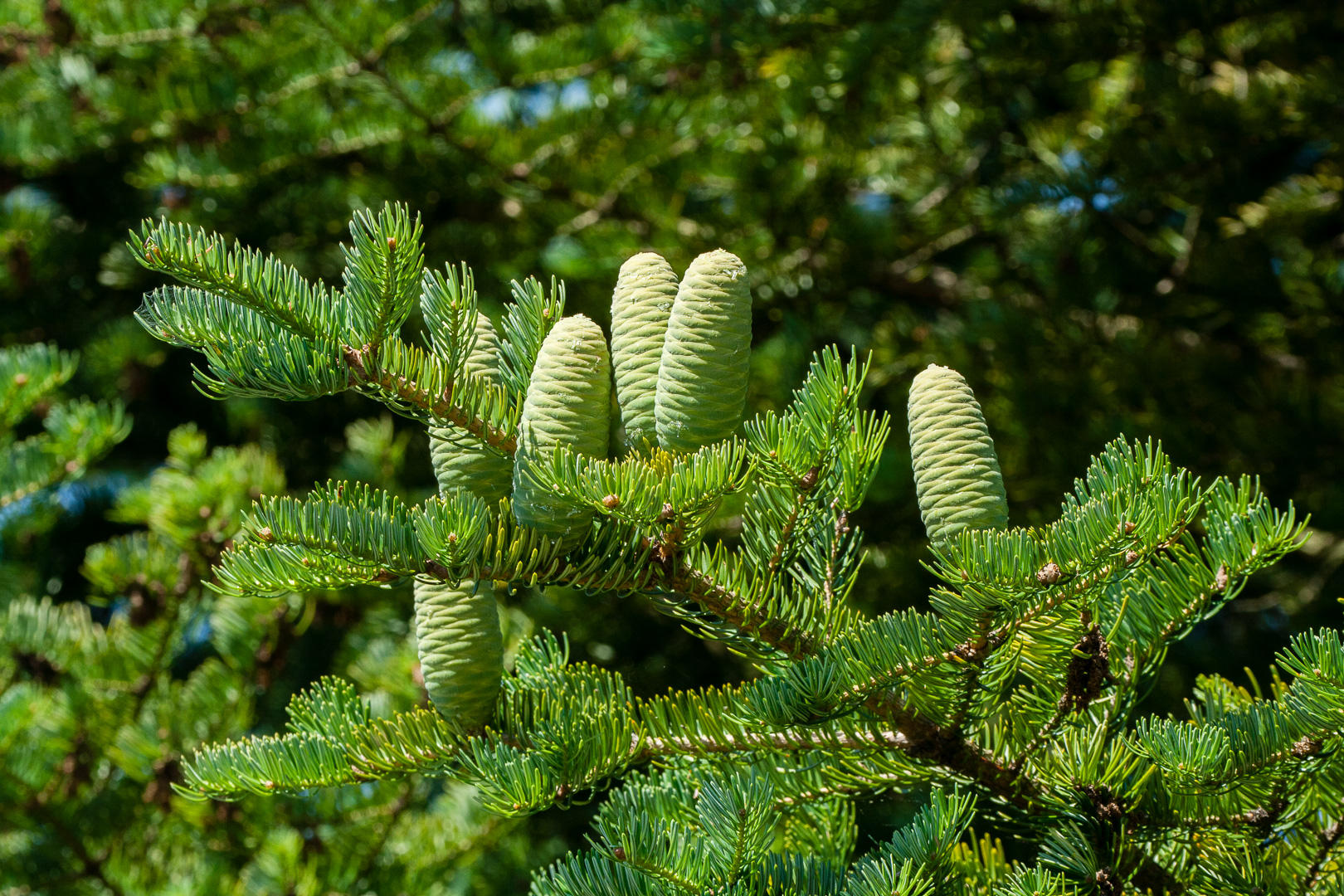
brad manciurian (Abies holophylla)
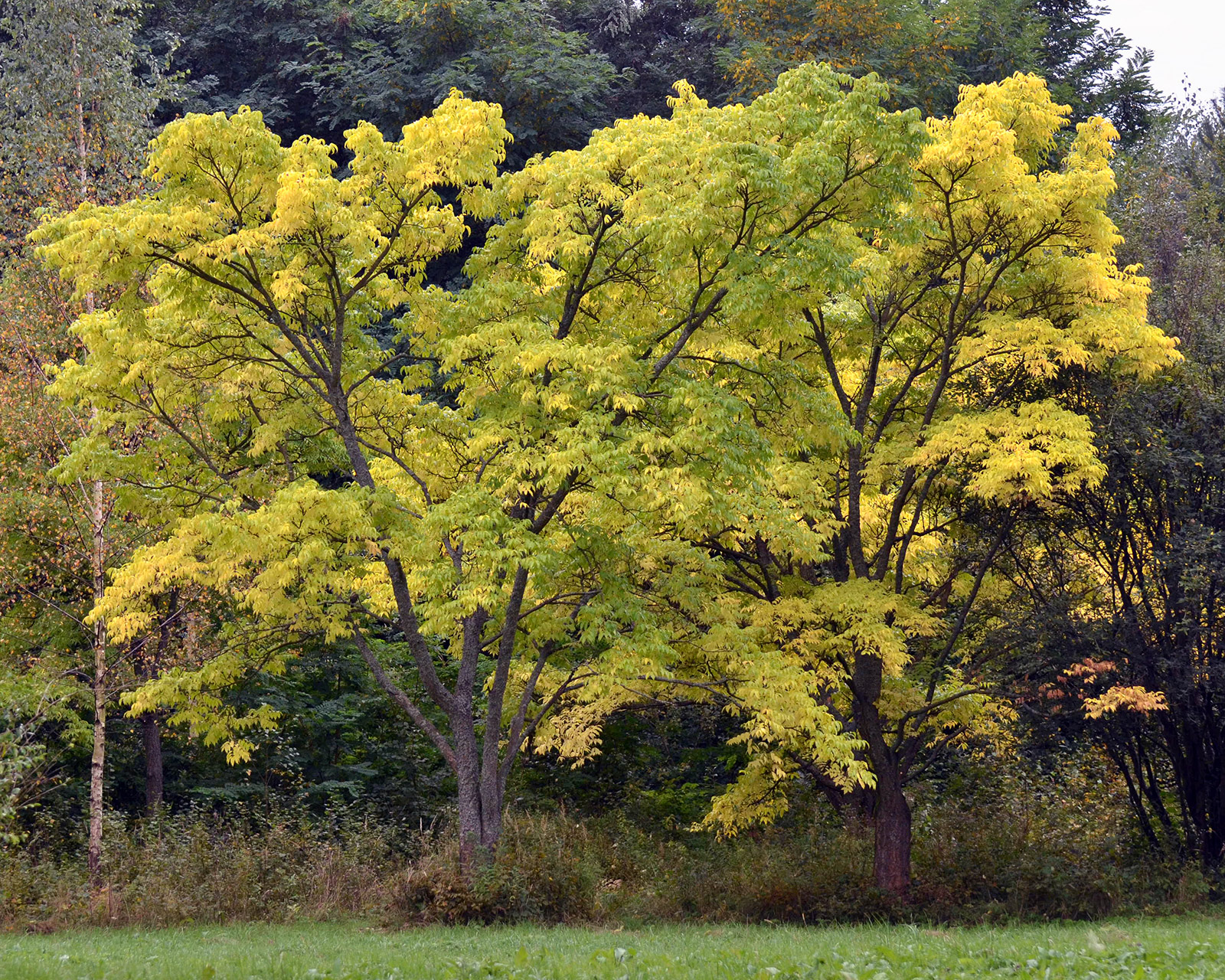
arbore de plută de Amur (Phellodendron amurense)
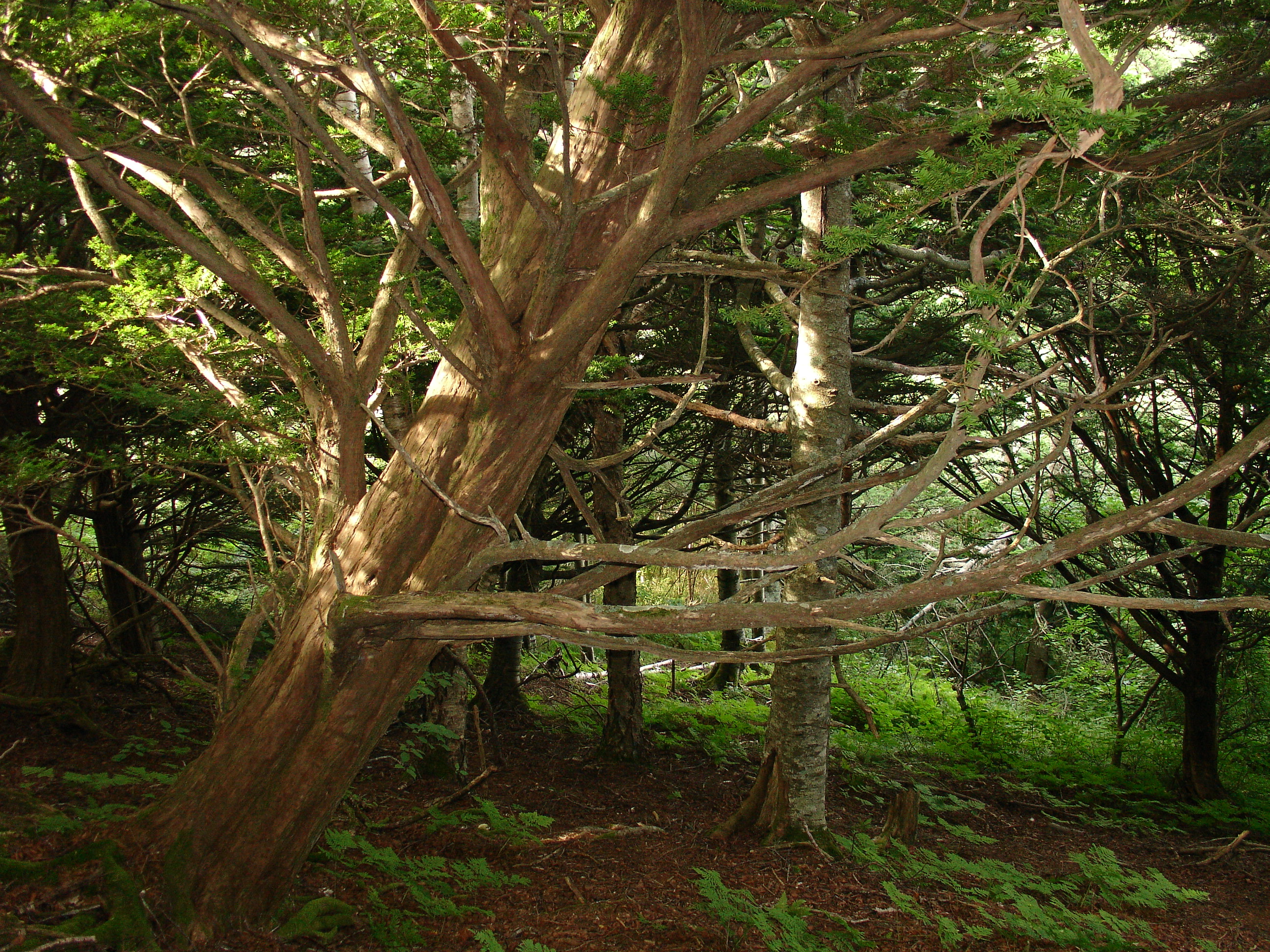
tisa japoneză
(Taxus cuspidata)

Flora parcului include 892 de specii de plante vasculare din 134 de familii, dintre care 820 de specii aparțin florei native, iar 72 de specii sunt străine. Dintre speciile rare, au fost înregistrate aproximativ 45 de specii, dintre care 13 sunt incluse în Cartea Roșie a Federației Ruse (în rusă Красную книгу Российской Федерации, transliterat: Krasnuyu knigu Rossiyskoy Federatsii).
Printre speciile unice sunt incluse tisa japoneză (Taxus cuspidata), ignamă japoneză (Dioscorea nipponensis), iris japonez (Iris ensata), trapela chinezească (Trapella sinensis). În parc există și 20 de specii de orhidee de pădure, printre care gastrodia (Gastrodia elata), pogonia japoneză (Pogonia japonica) și două subspecii de papucul doamnei: Cypripedium calceolus și Cypripedium macranthos. 
De asemenea, endemismul este ridicat, fiind înregistrate peste 100 de specii vegetale, precum Aconitum desoulavyi, Carex mandshurica, Dimeria neglecta, Kitagawia eryngiifolia, Polystichum subtripteron, Sanguisorba magnifica și Saussurea splendida.

Flora din Parcul Național Aniui
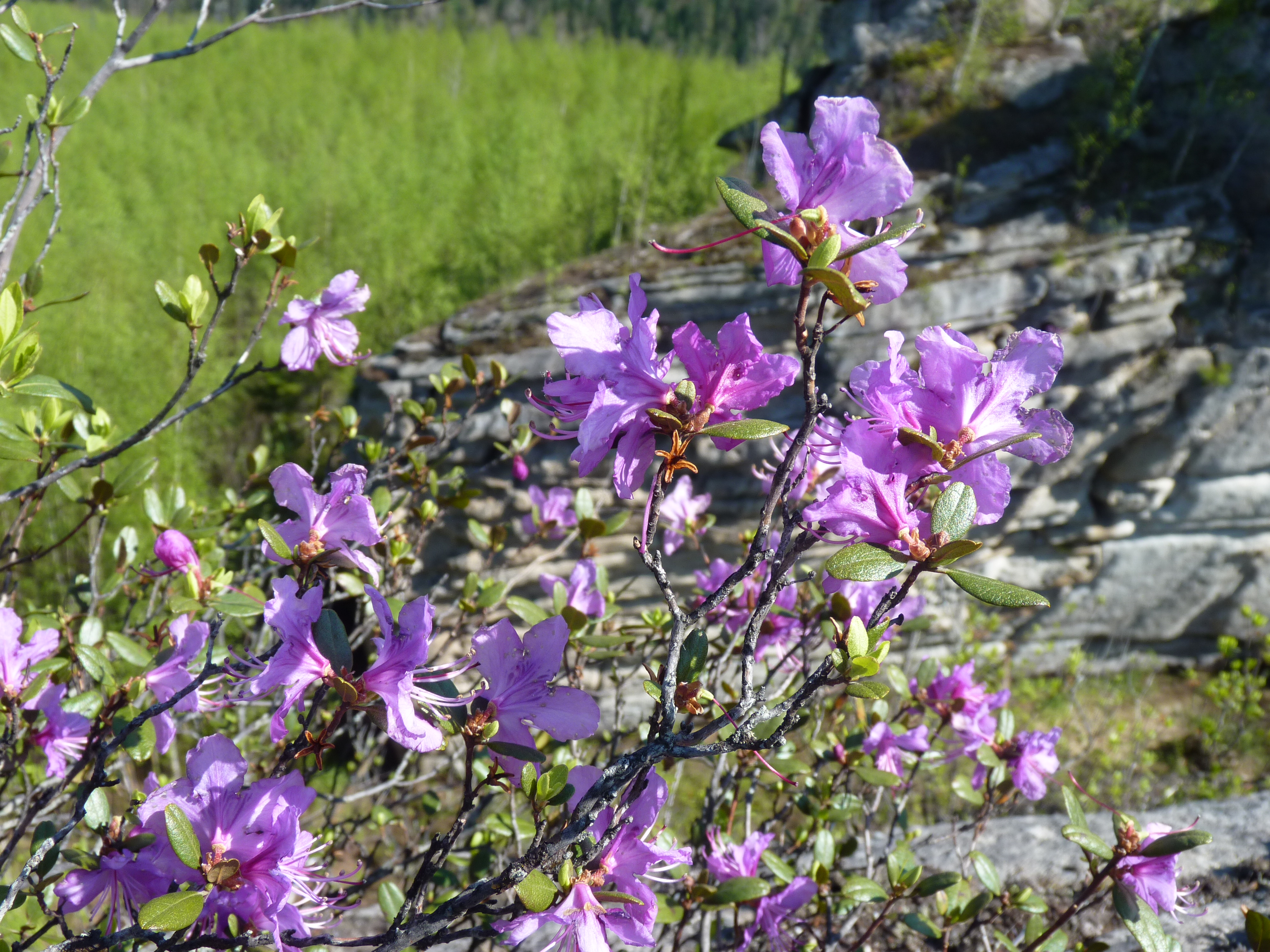
rododendron la poalele masivului Sihote-Alin (Rhododendron)
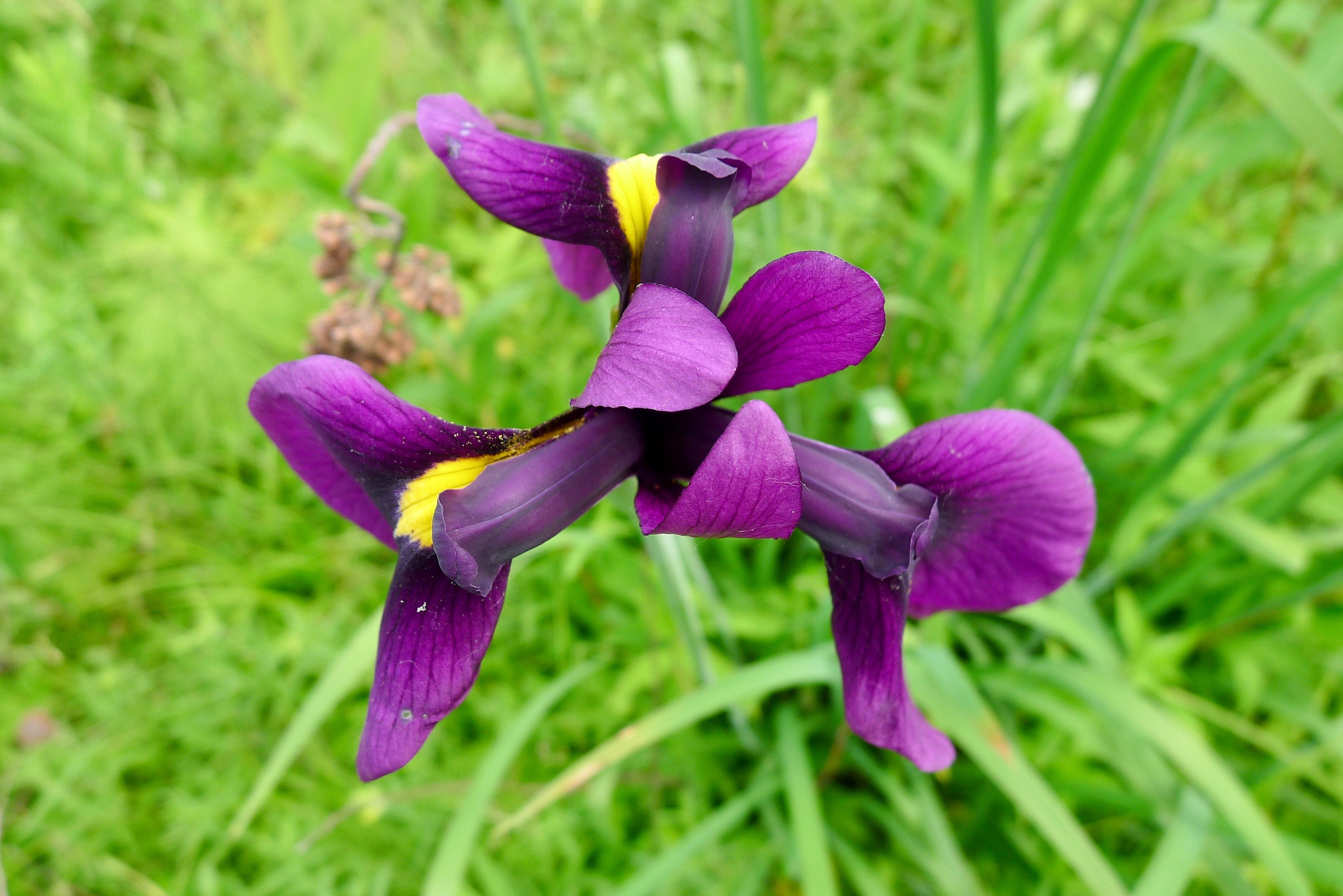
iris japonez (Iris ensata)
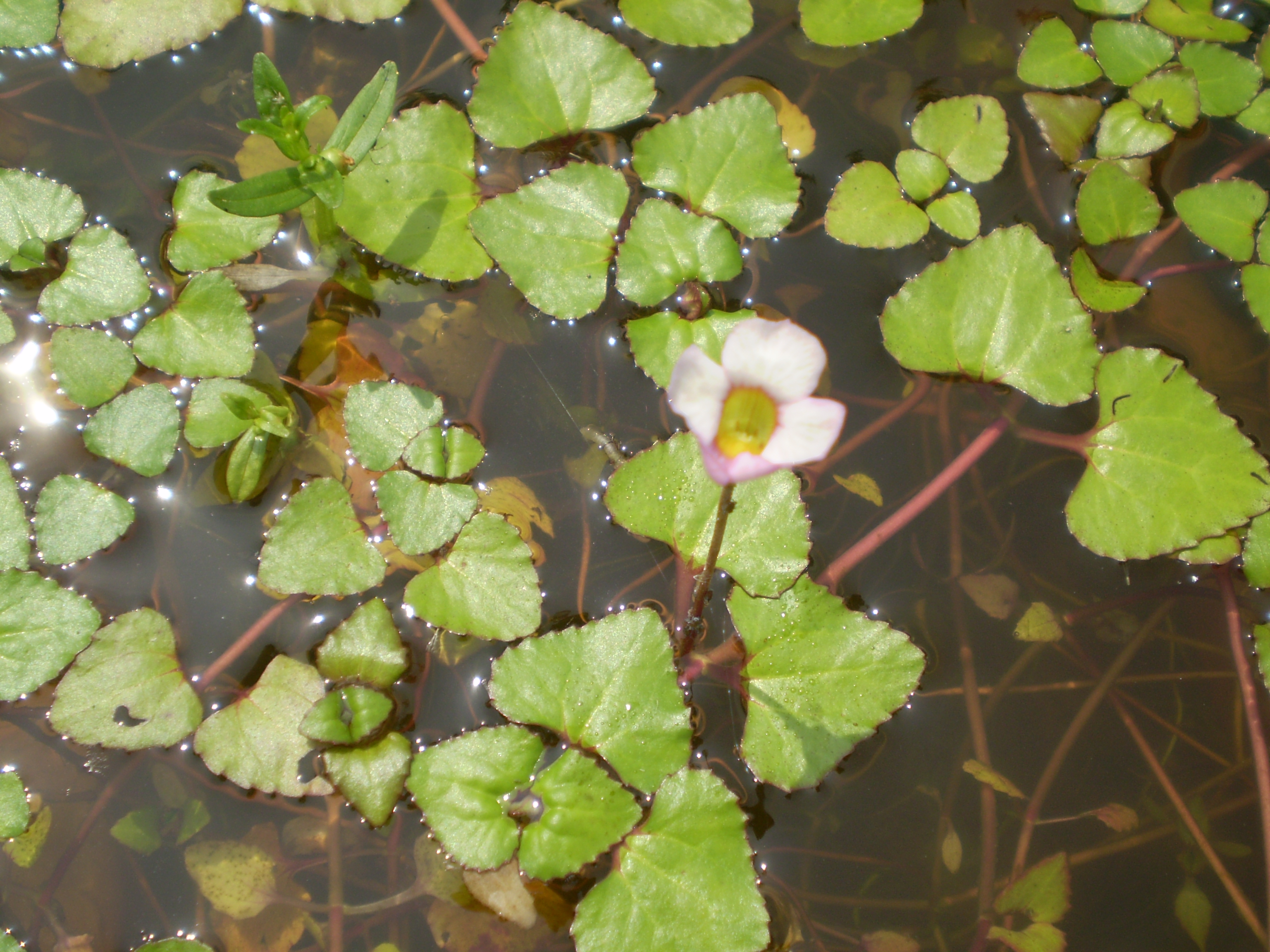
trapela chinezească (Trapella sinensis)
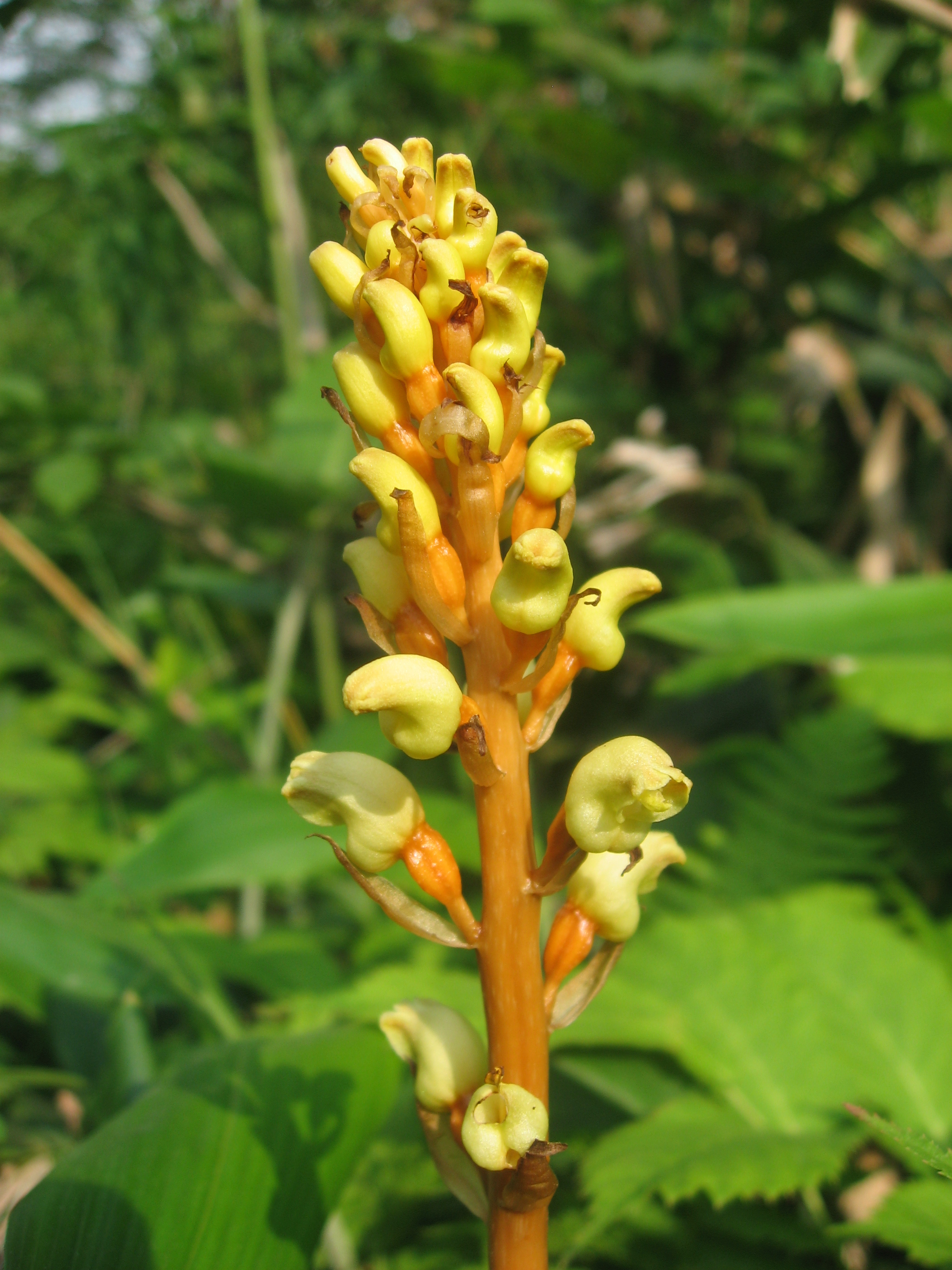
gastrodia (Gastrodia elata)
pogonia japoneză (Pogonia japonica)
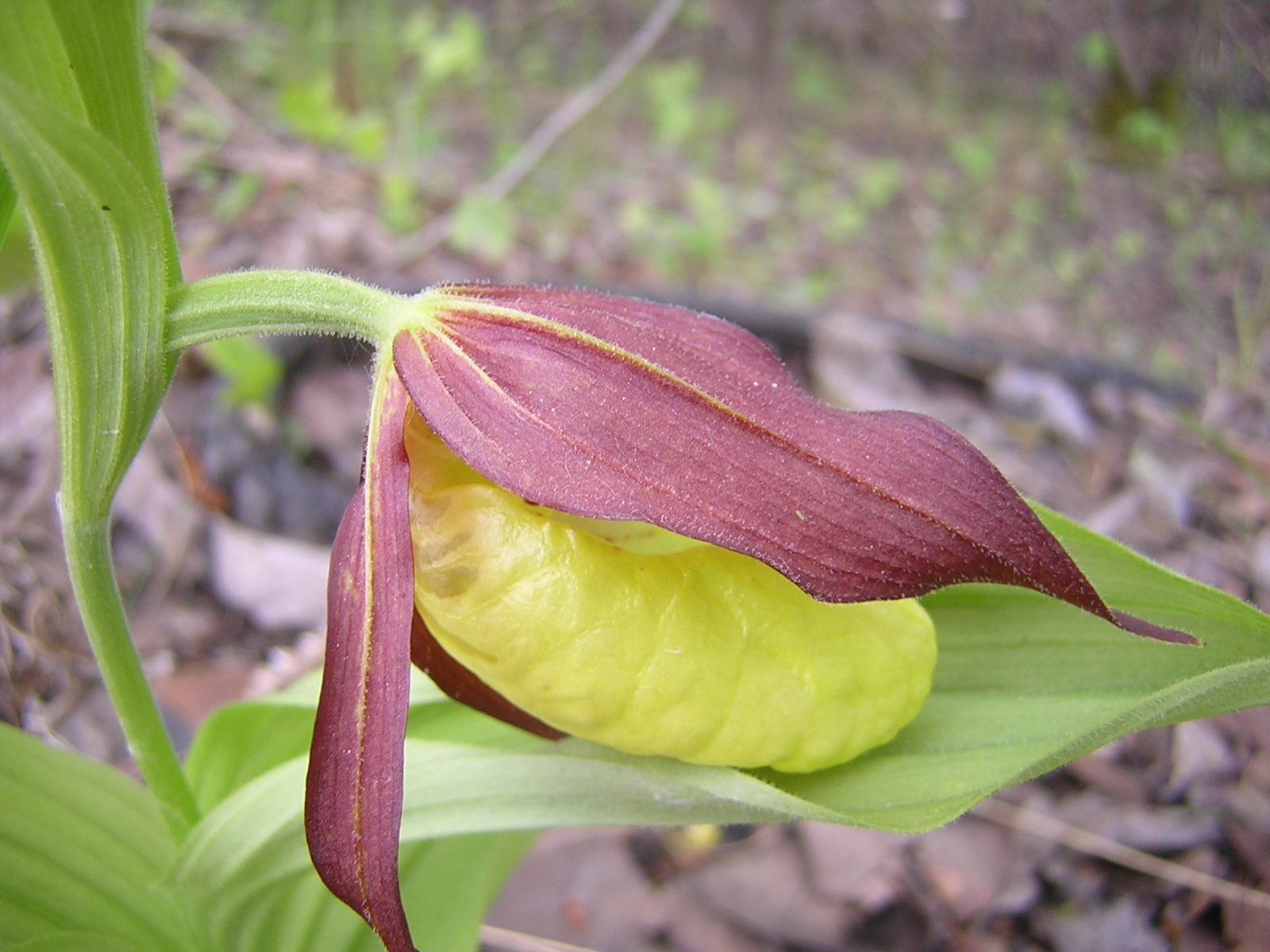
orhidee (Cypripedium calceolus)
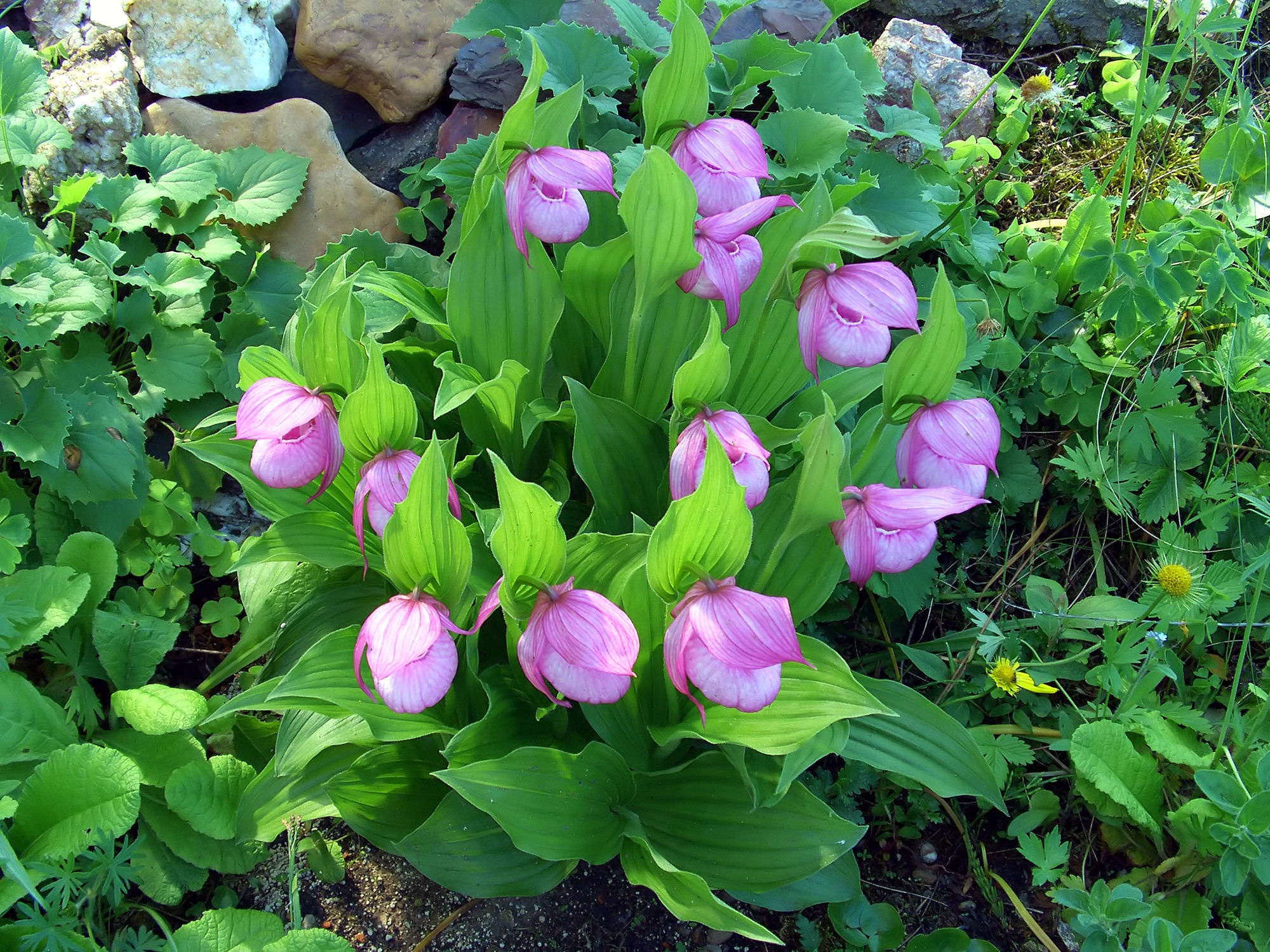
orhidee (Cypripedium macranthos)
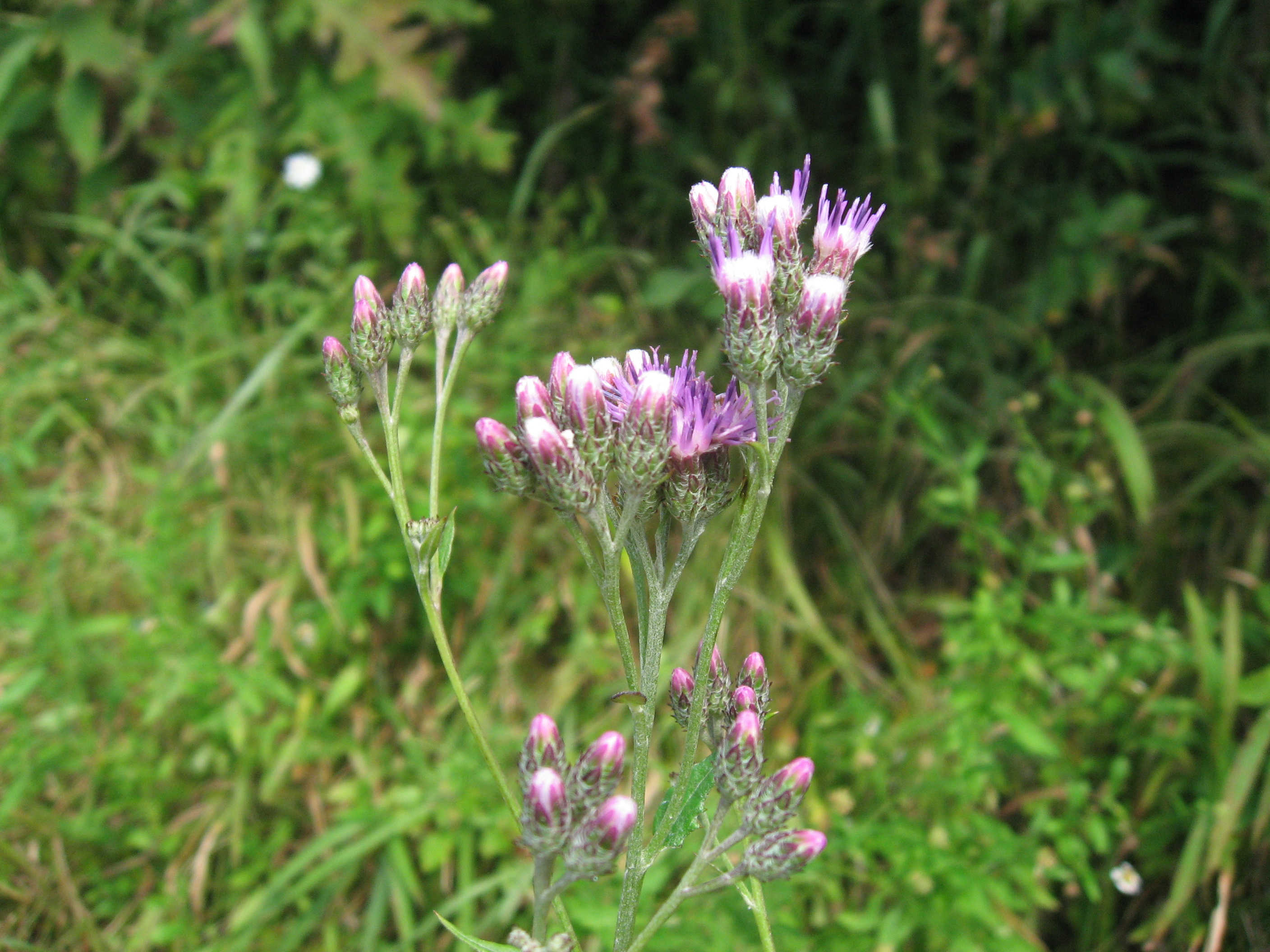
Saussurea ussuriensis
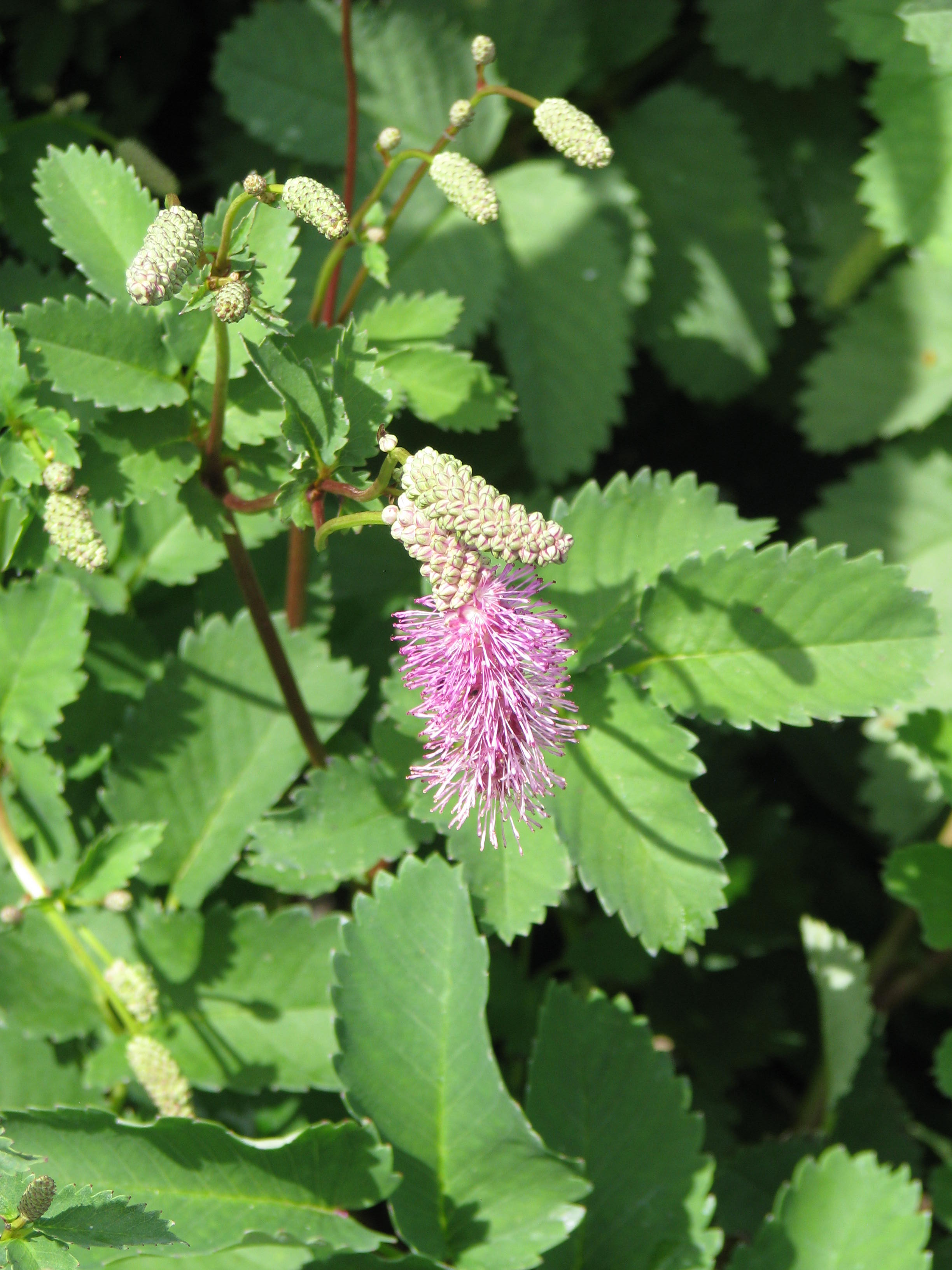
Sanguisorba magnifica

### Faună
Fauna de vertebrate a parcului numără aproximativ 400 de specii, printre care peste 40 de specii de pești, 2 de ciclostomi, 7 de amfibieni, 8 de reptile, 276 de păsări și 51 de mamifere.
Pârâurile și râurile mici de munte sunt populate de lipanul de Amur (Thymallus arcticus grubii), lenok (Brachymystax lenok) și mihalț (Lota lota leptura). Se întâlnesc și două subspecii de boiștean: comun (Phoxinus phoxinus) și manciurian (Phoxinus perenurus). Fluviul Amur găzduiește cel mai mare somon din lume, lostrița siberiană (Hucho taimen). În perioada de depunere a icrelor, bazinul inferior al fluviului Amur asigură migrațiile în masă a două specii marine: somonul keta (Oncorhynchus keta) și morunul Kaluga (Huso dauricus). Râul Aniui este cel mai important loc de depunere a icrelor pentru somonul keta (Oncorhynchus keta). Un mare număr de specii migrează 1.000 de kilometri în amonte și în aval, fără a părăsi apele fluviului, precum crapul argintiu (Hypophthalmichthys molitrix), o specie de Ciprinide (Elopichthys bambusa), sturionul de Amur (Acipenser schrenckii), lenok (Brachymystax lenok), lenok Tumen (Brachymystax tumensis) și lostrița siberiană (Hucho taimen).

Pești din Parcul Național Aniui
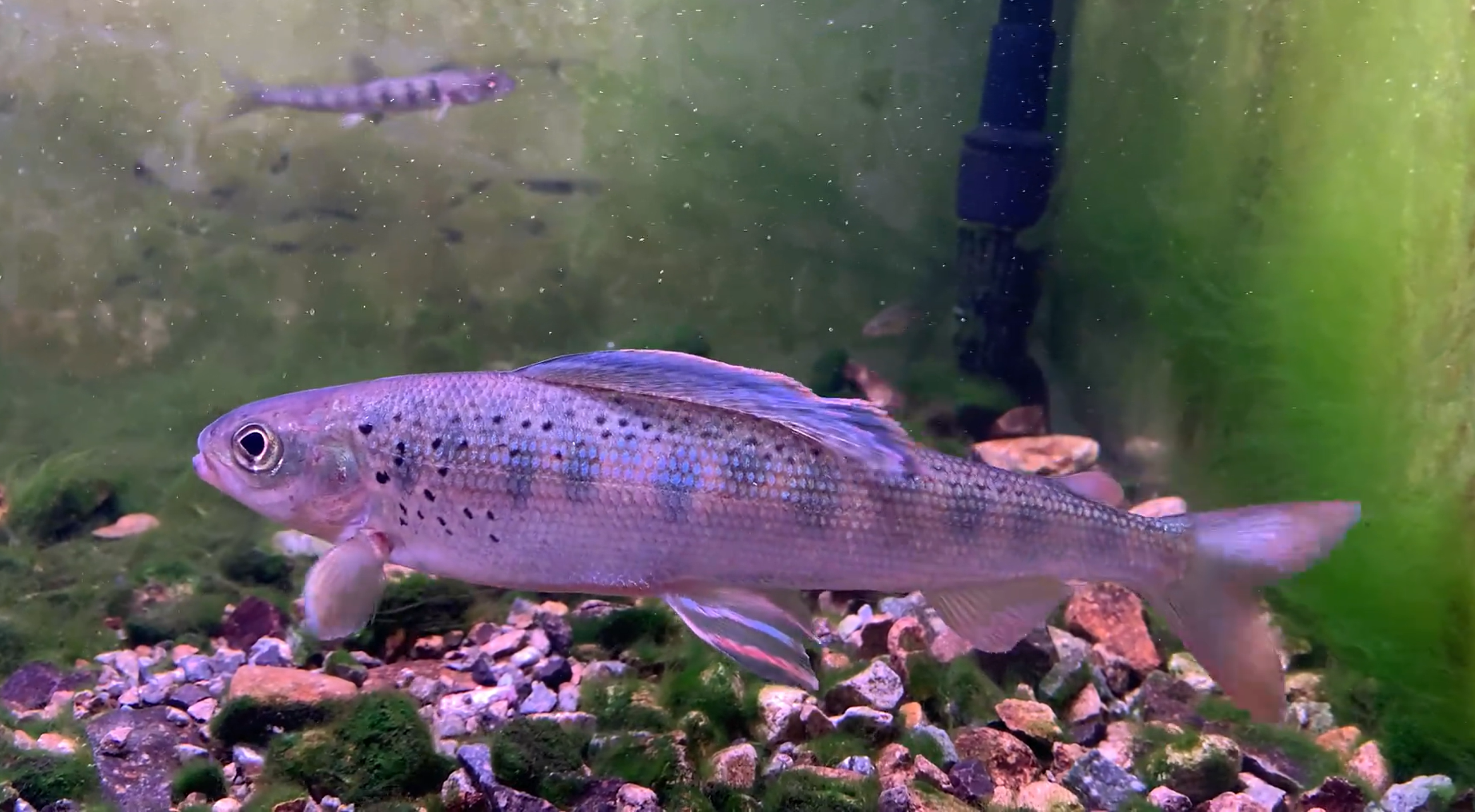
lipan de Amur (Thymallus arcticus grubii)
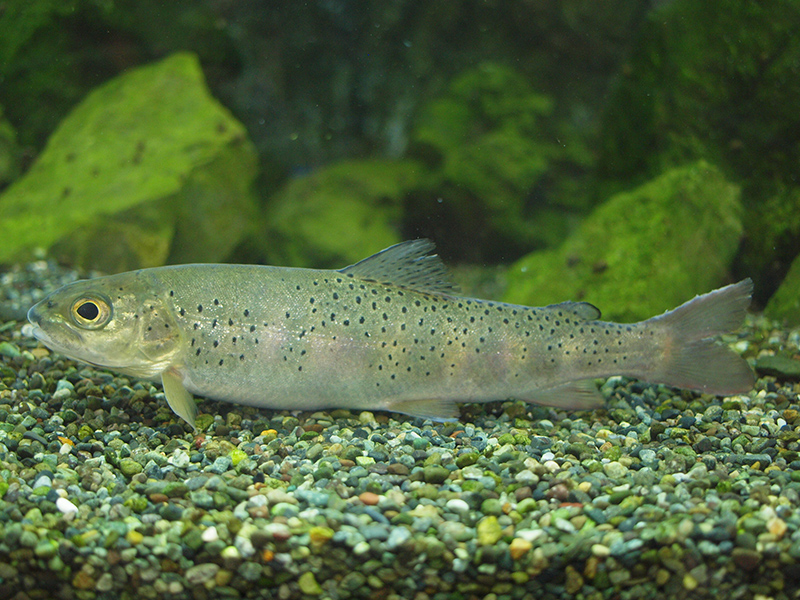
lenok (Brachymystax lenok)
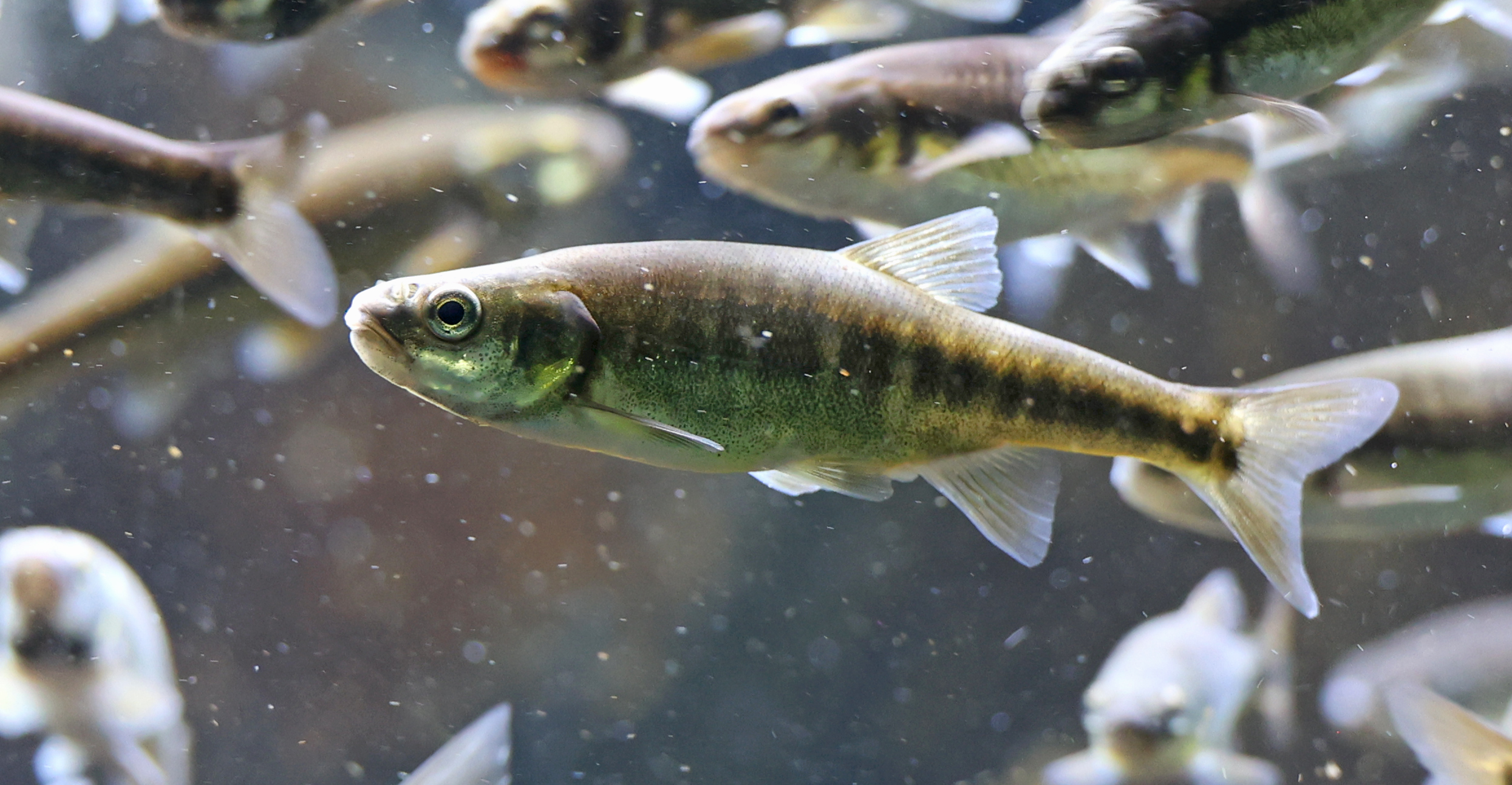
boiștean (Phoxinus phoxinus)
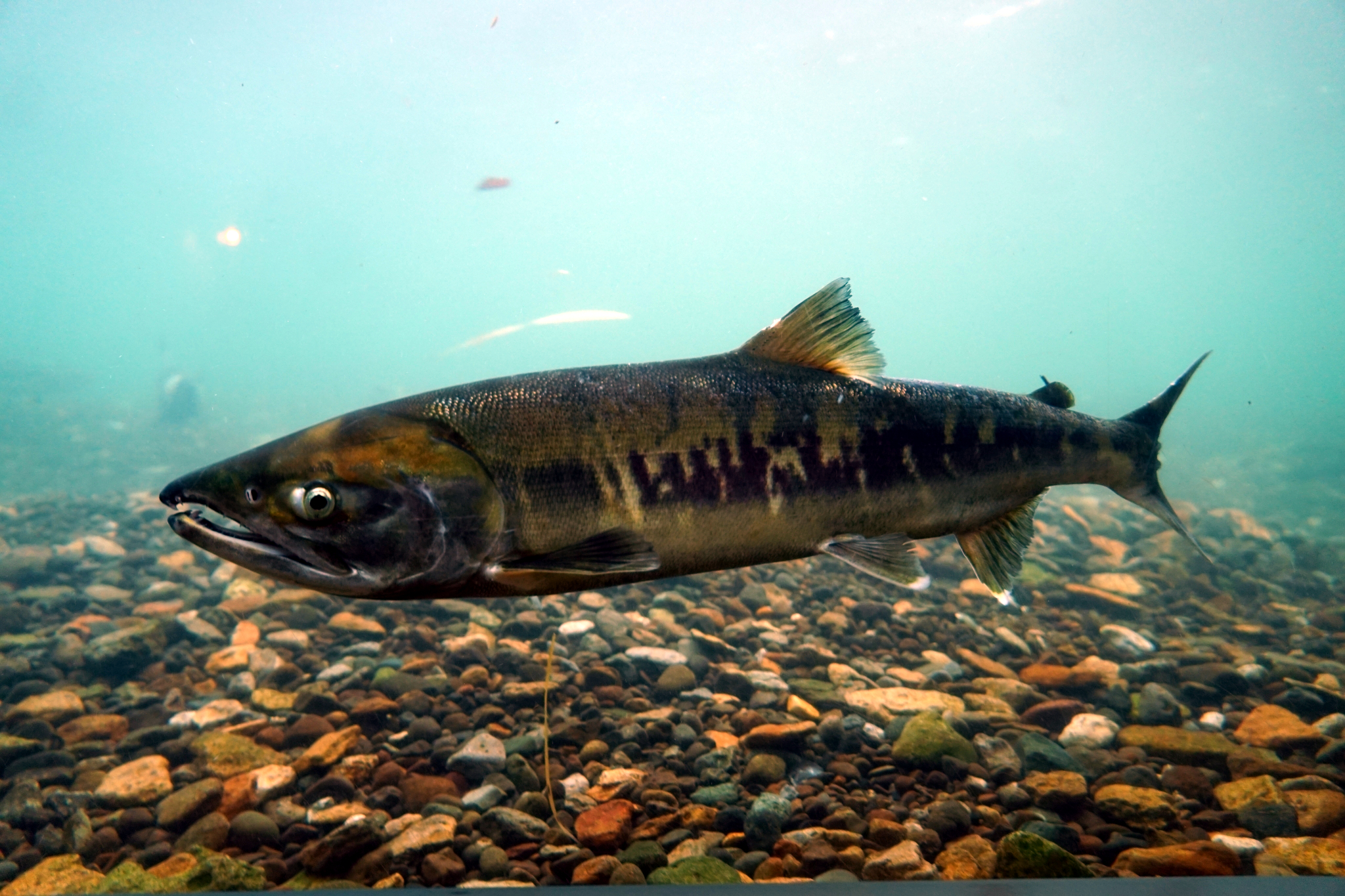
somon keta (Oncorhynchus keta)
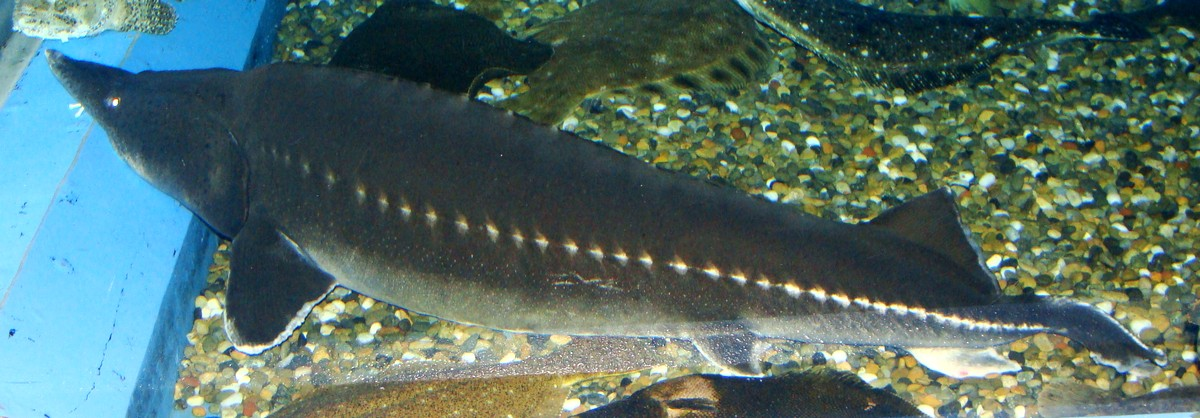
morun Kaluga
(Huso dauricus)

Fauna parcului include și amfibieni, precum salamandra siberiană (Salamandrella keyserlingii), broasca cu burtă roșie (Bombina orientalis), broasca siberiană (Rana amurensis) sau broasca cu pete negre (Pelophylax nigromaculatus) și reptile, printre care broasca testoasă de Amur (Pelodiscus maackii), șopârla vivipară (Zootoca vivipara), șarpele de Amur (Elaphe schrenckii), șarpele lui Dione (Elaphe dione), șarpele cu spate roșu (Elaphe rufodorsata), vipera (Vipera berus), șarpele de stâncă (Gloydius saxatilis).

Amfibieni și reptile din Parcul Național Aniui
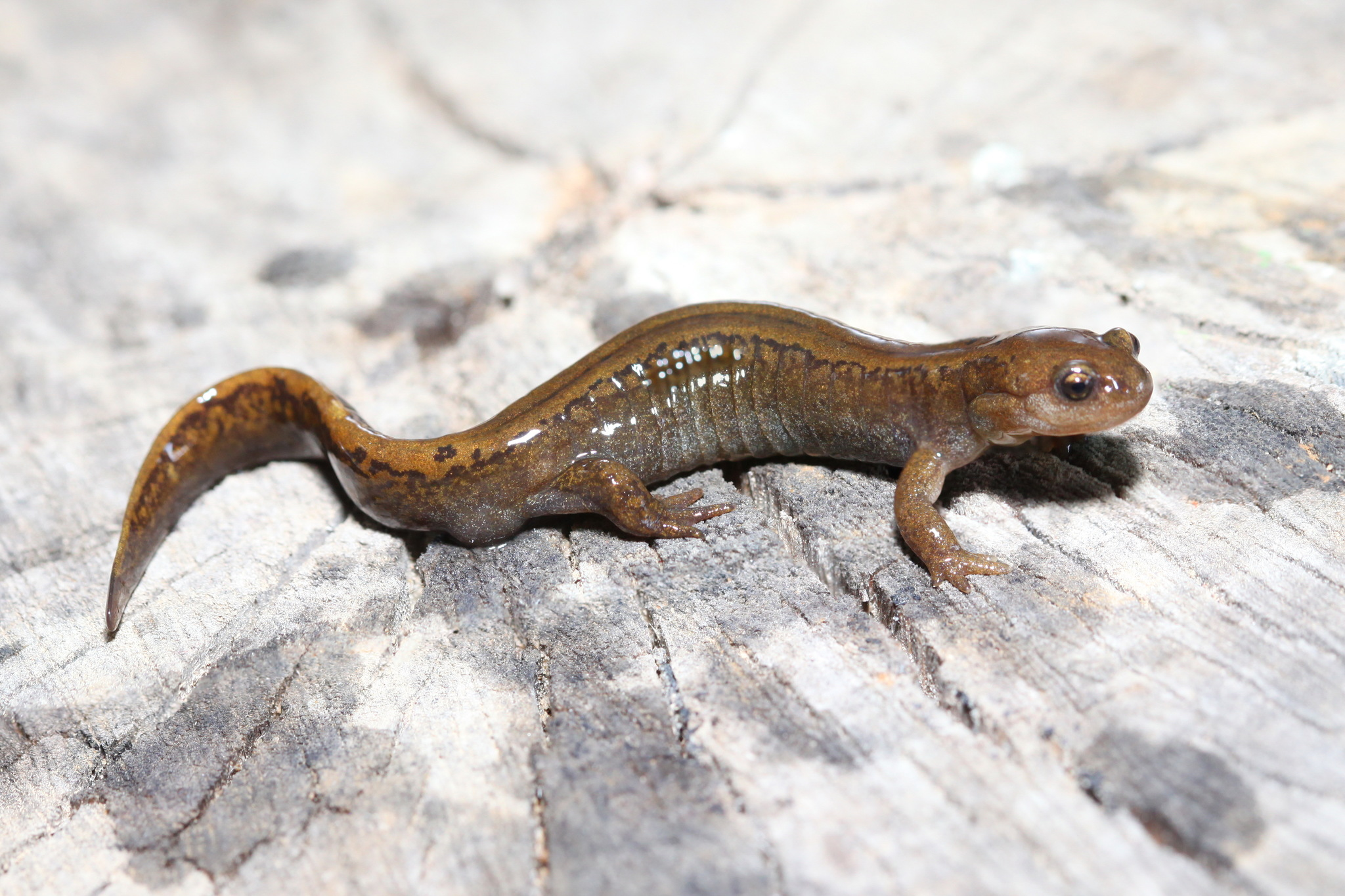
salamandră siberiană (Salamandrella keyserlingii)
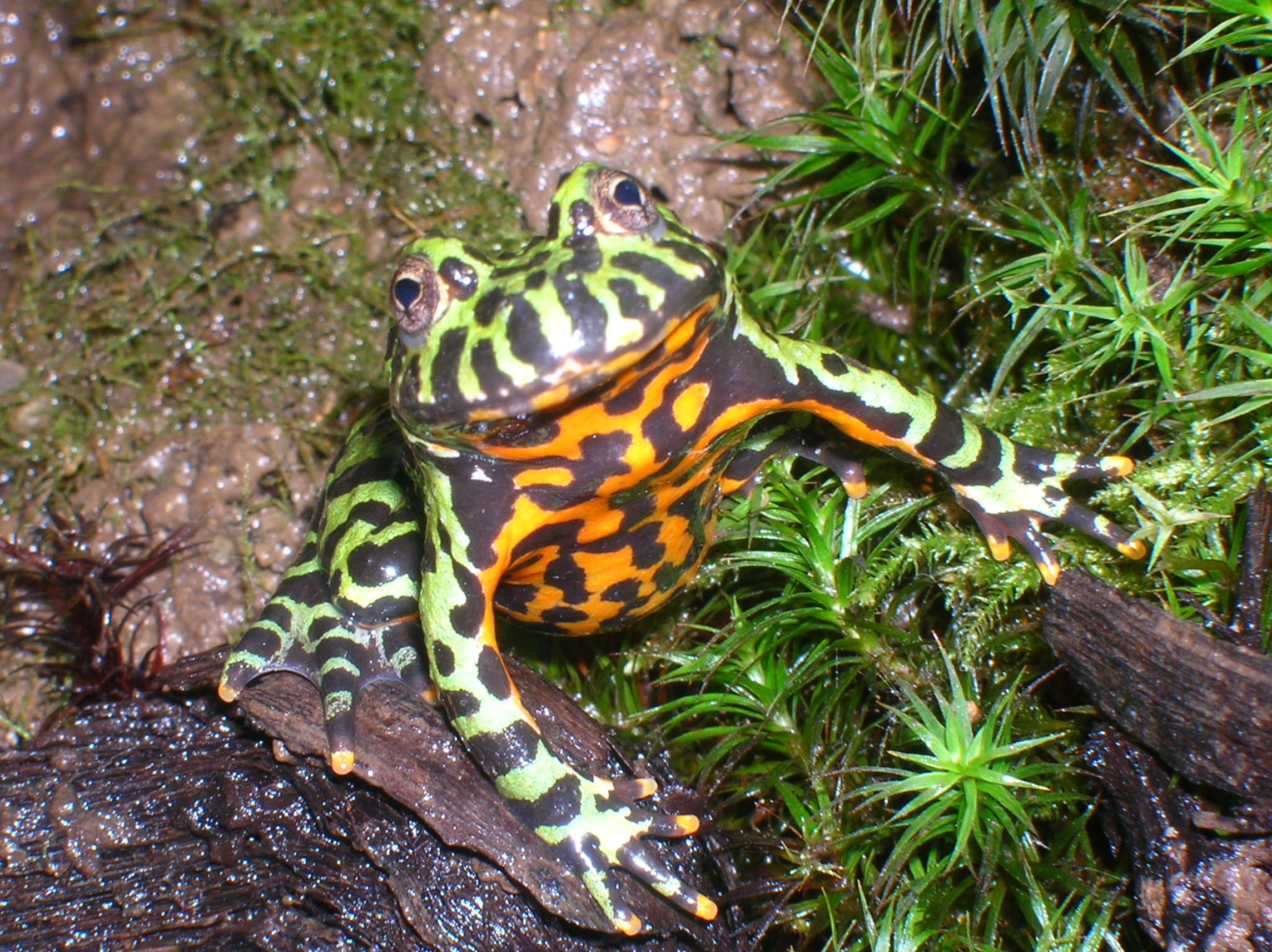
broască cu burtă roșie (Bombina orientalis)
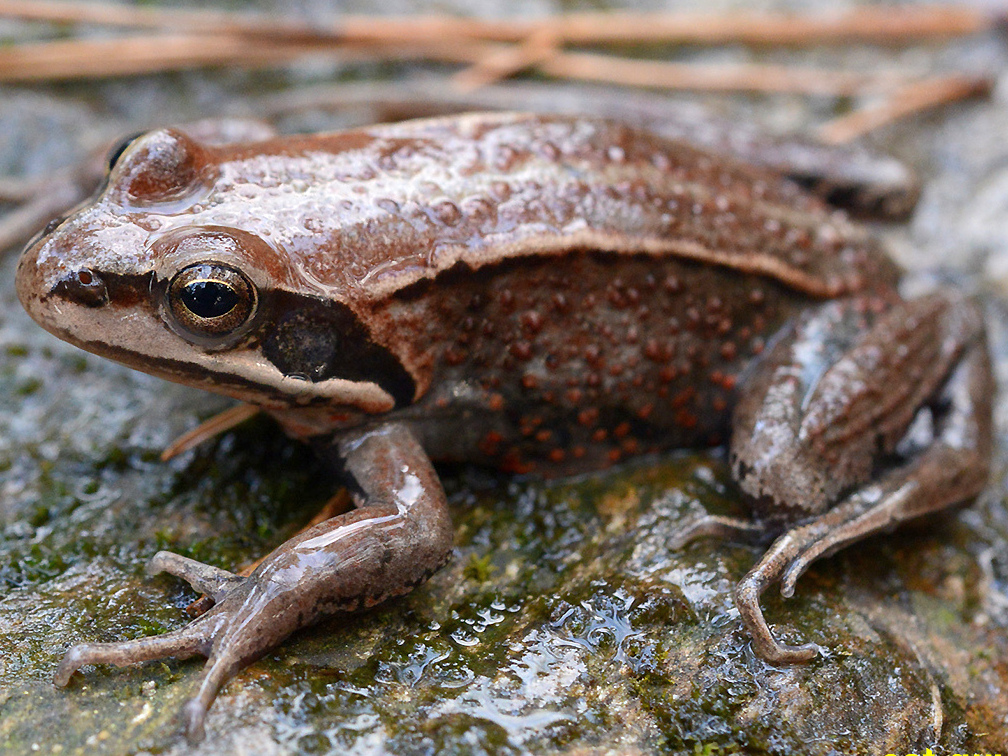
broască siberiană (Rana amurensis)
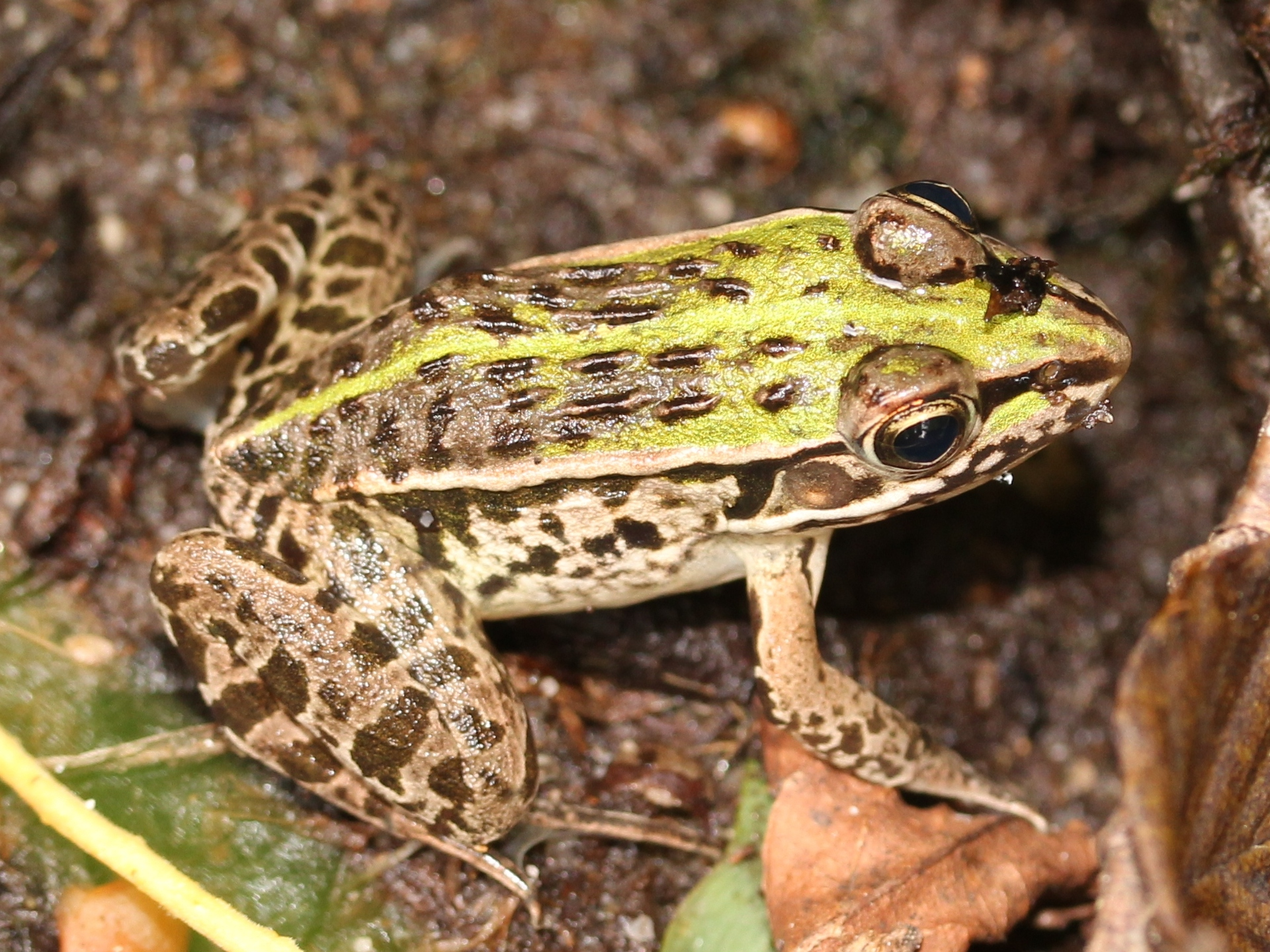
broască cu pete negre (Pelophylax nigromaculatus)
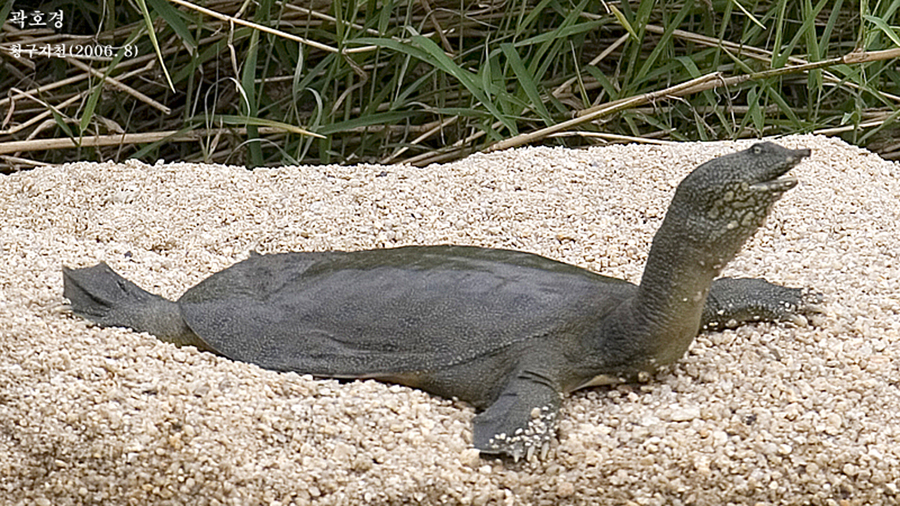
broască testoasă de Amur (Pelodiscus maackii)
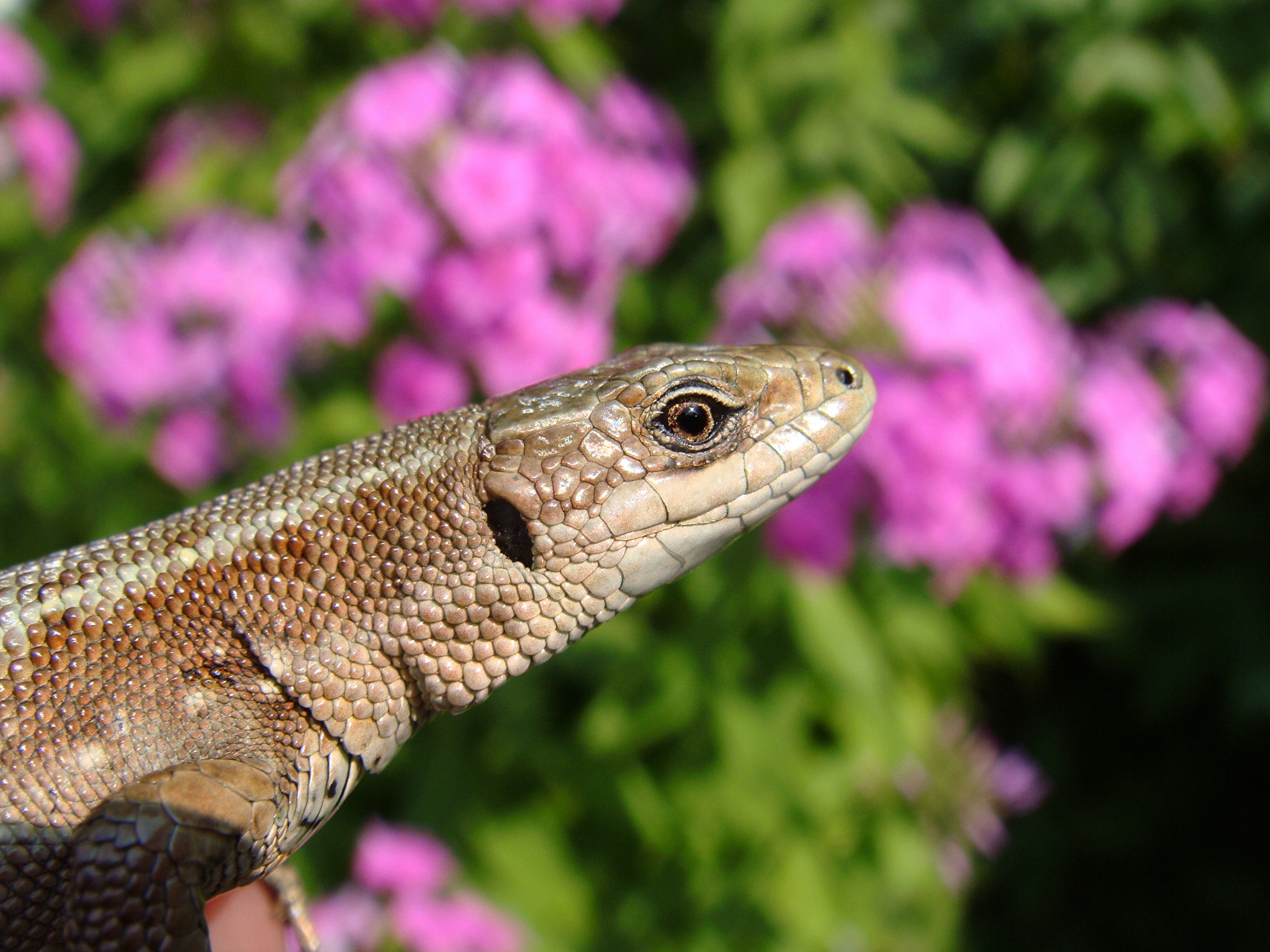
șopârlă vivipară (Zootoca vivipara)
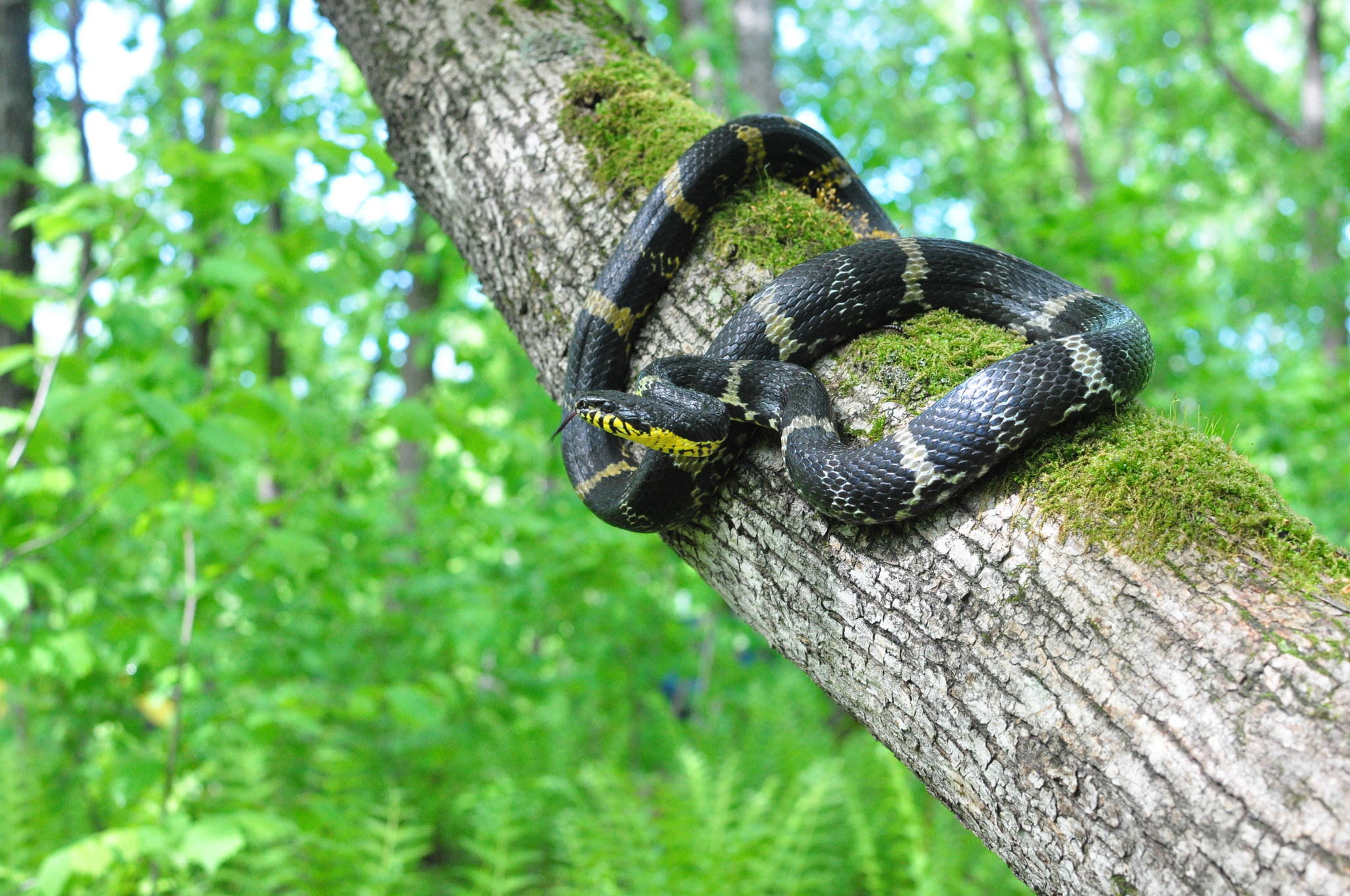
șarpe de Amur
(Elaphe schrenckii)

Fauna de păsări din întregul parc este extrem de diversă, concentrată de-a lungul malurilor râurilor de munte și în pădurile riverane. Pe lângă speciile caracteristice, aici sunt obișnuite speciile de rață mare (Anas platyrhynchos), ferestraș manciurian (Mergus squamatus), rață mandarin (Aix galericulata), fluierar de munte (Actitis hypoleucos), codobatură albă (Motacilla alba), omidar cenușiu (Pericrocotus divaricatus). Speciile rare care cuibăresc includ codalbul (Haliaeetus albicilla), uliganul pescar (Pandion haliaetus) și bufnița pescar (Ketupa blakistoni). În timpul iernii, becațina (Gallinago solitaria) și o specie de Cinclide (Cinclus pallasii) petrec iarna în zone ferite de îngheț.

Păsări din Parcul Național Aniui
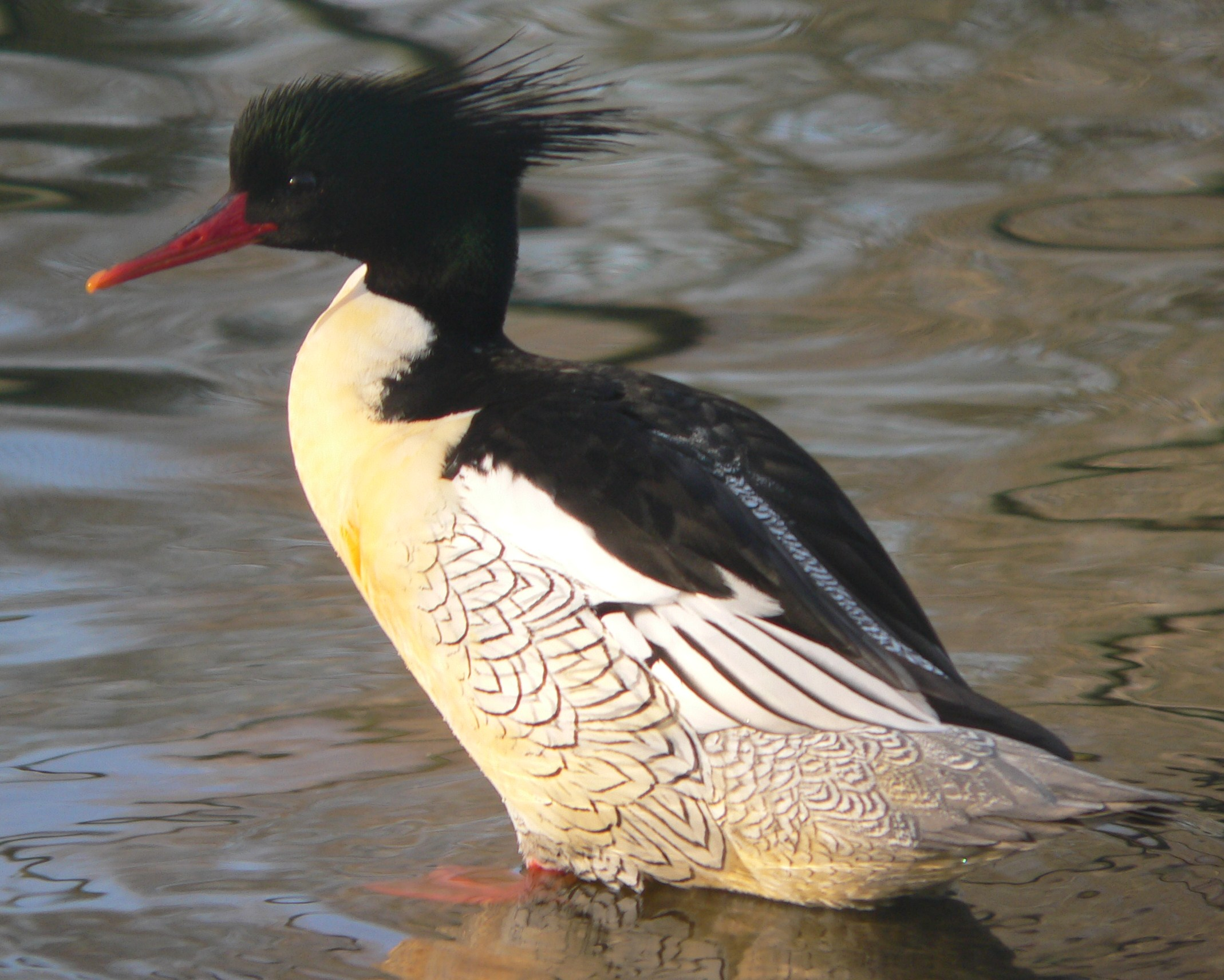
ferestraș manciurian (Mergus squamatus)
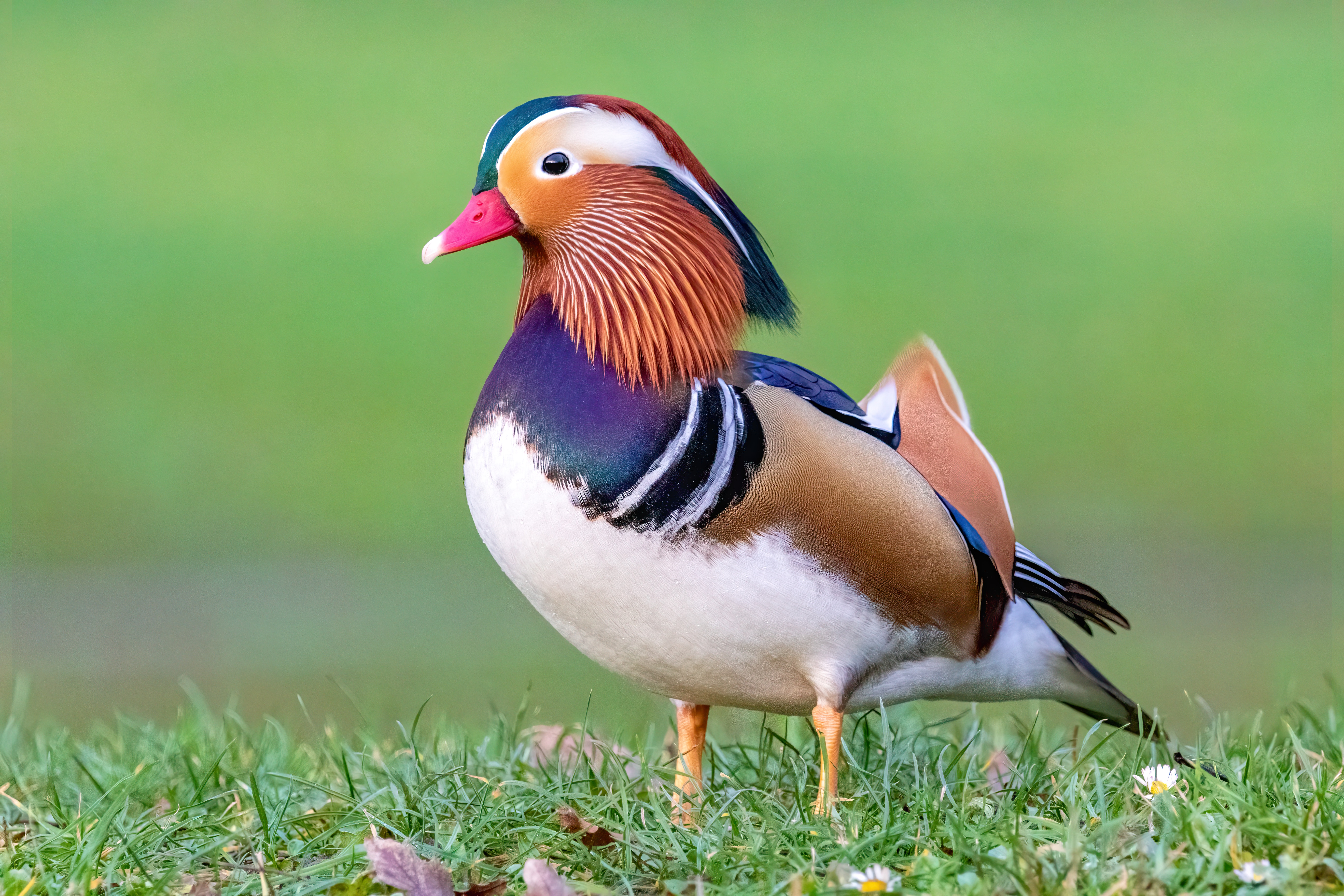
rață mandarin (Aix galericulata)
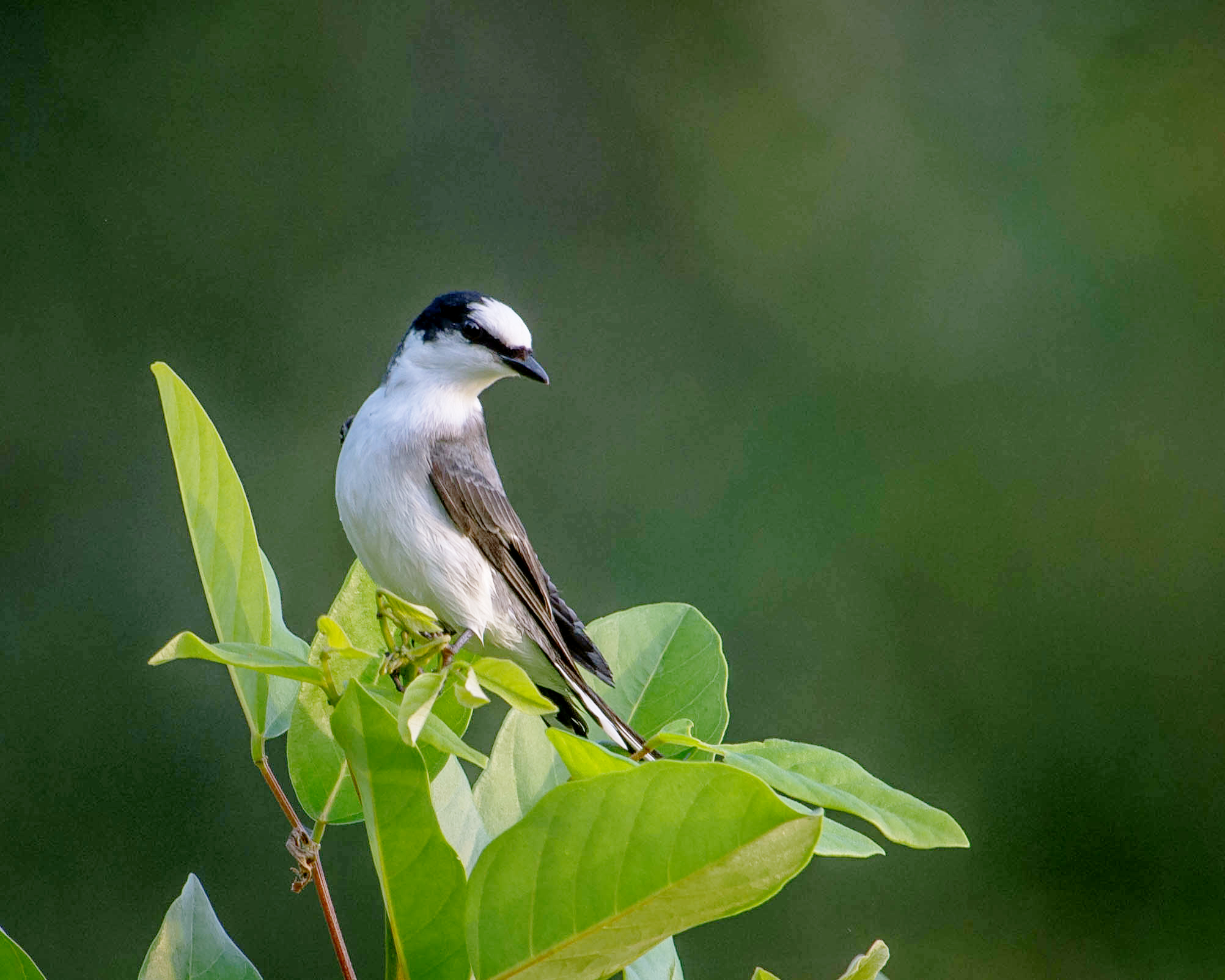
omidar cenușiu (Pericrocotus divaricatus)
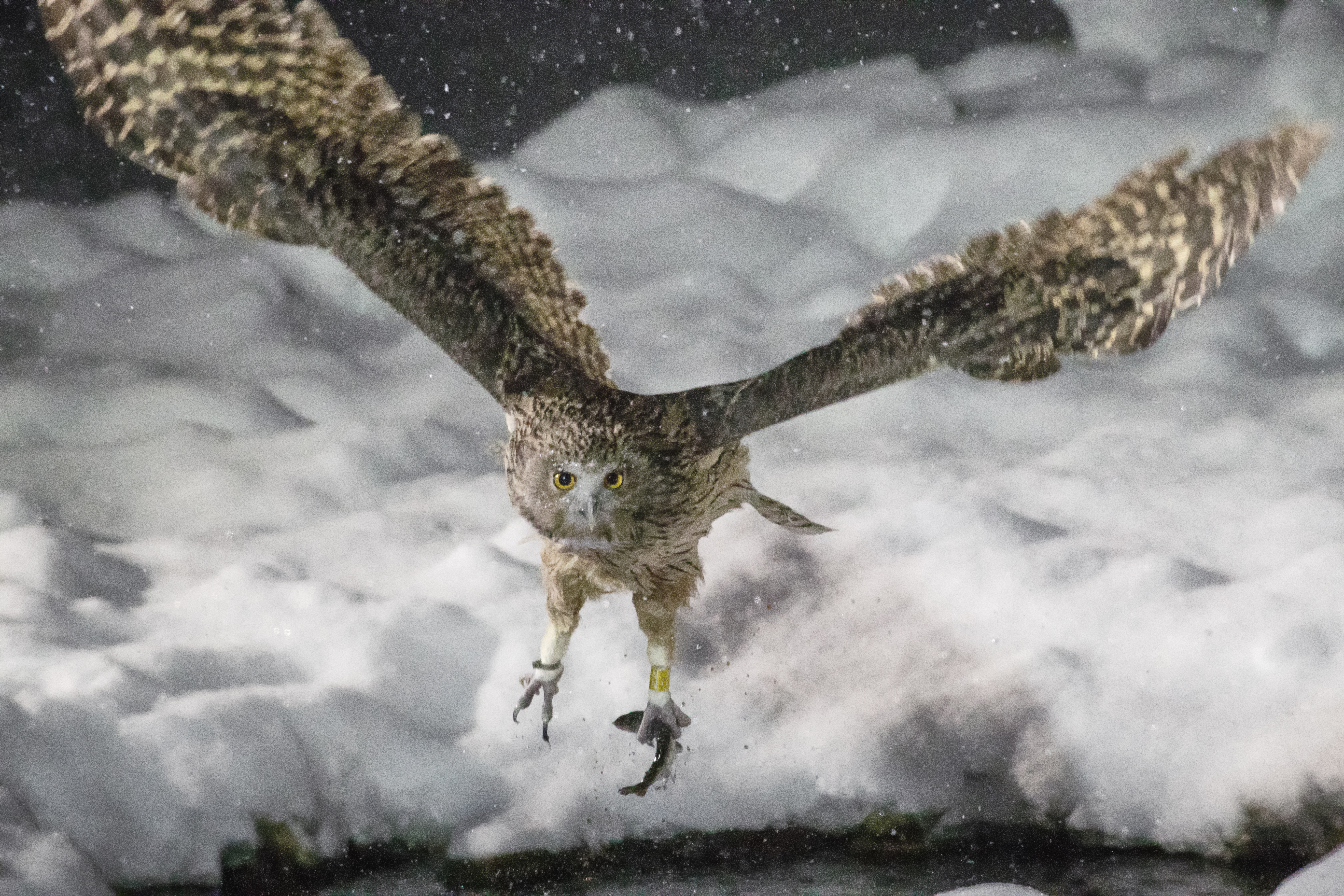
bufniță pescar (Ketupa blakistoni)
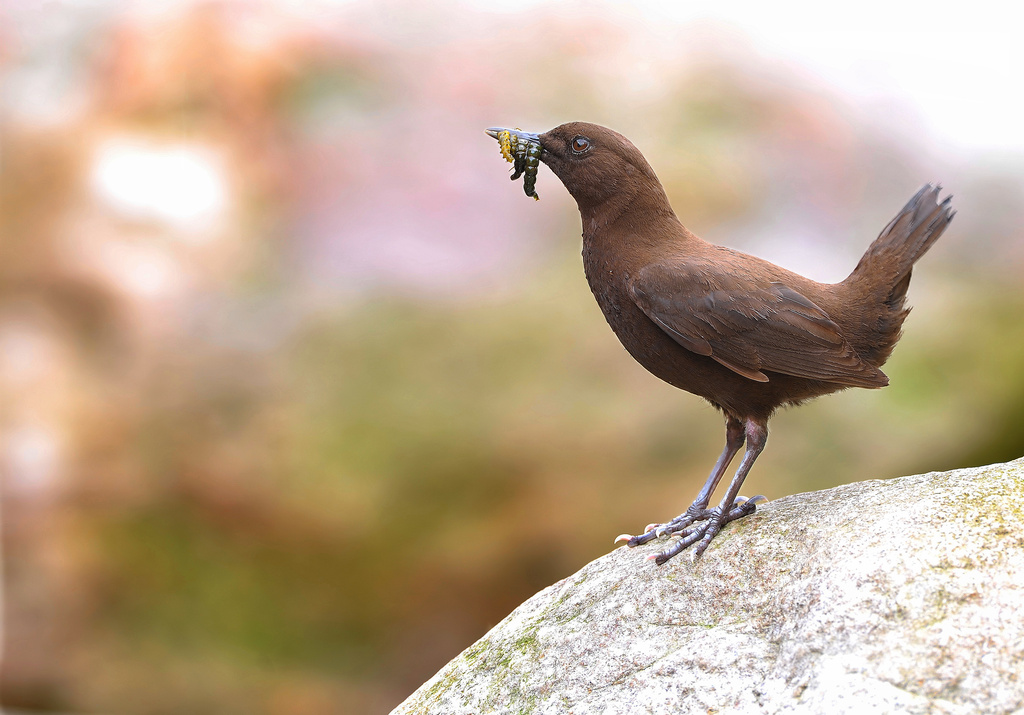
specie de Cinclide
(Cinclus pallasii)

Printre mamifere se numără mistrețul (Sus scrofa), enotul (Nyctereutes procyonoides), chițcanul gigant (Sorex mirabilis). Se mai găsesc exemplare de iepure manciurian (Lepus mandshuricus), vizon (Neogale vison), samur (Martes zibellina), vidră de râu (Lutra lutra), urs brun (Ursus arctos), cerb wapiti (Cervus canadensis), căprior (Capreolus capreolus). Dintre speciile rare, aici trăiesc tigrul siberian (Felis tigris subsp. amurensis), ursul tibetan (Ursus thibetanus), câinele sălbatic asiatic (Cuon alpinus), pisica leopard de Amur (Prionailurus bengalensis euptilura), șoarecele de mesteacăn cu coadă lungă (Sicista caudata), moscul (Moschus moschiferus).

Mamifere din Parcul Național Aniui
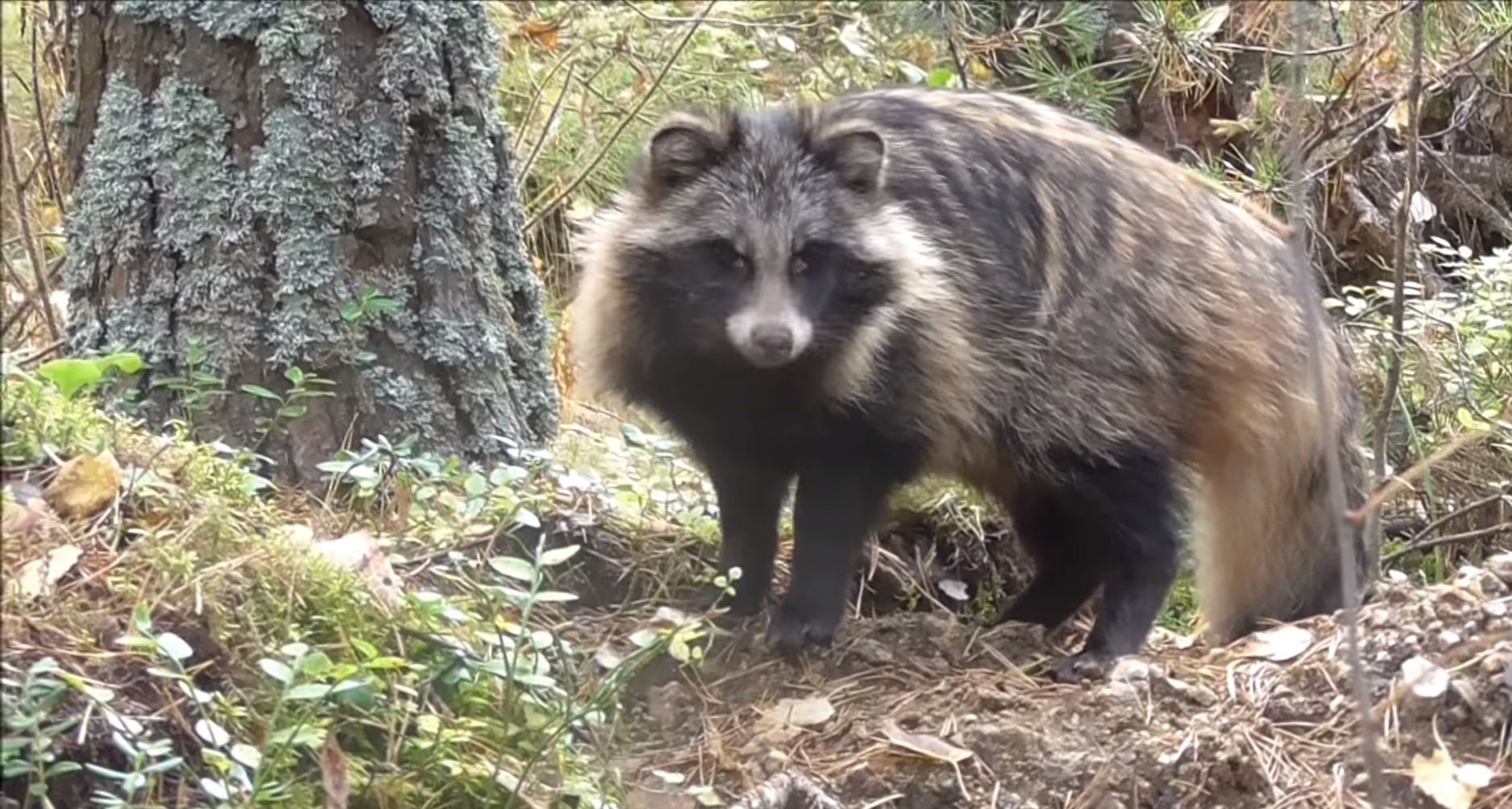
enot (Nyctereutes procyonoides)
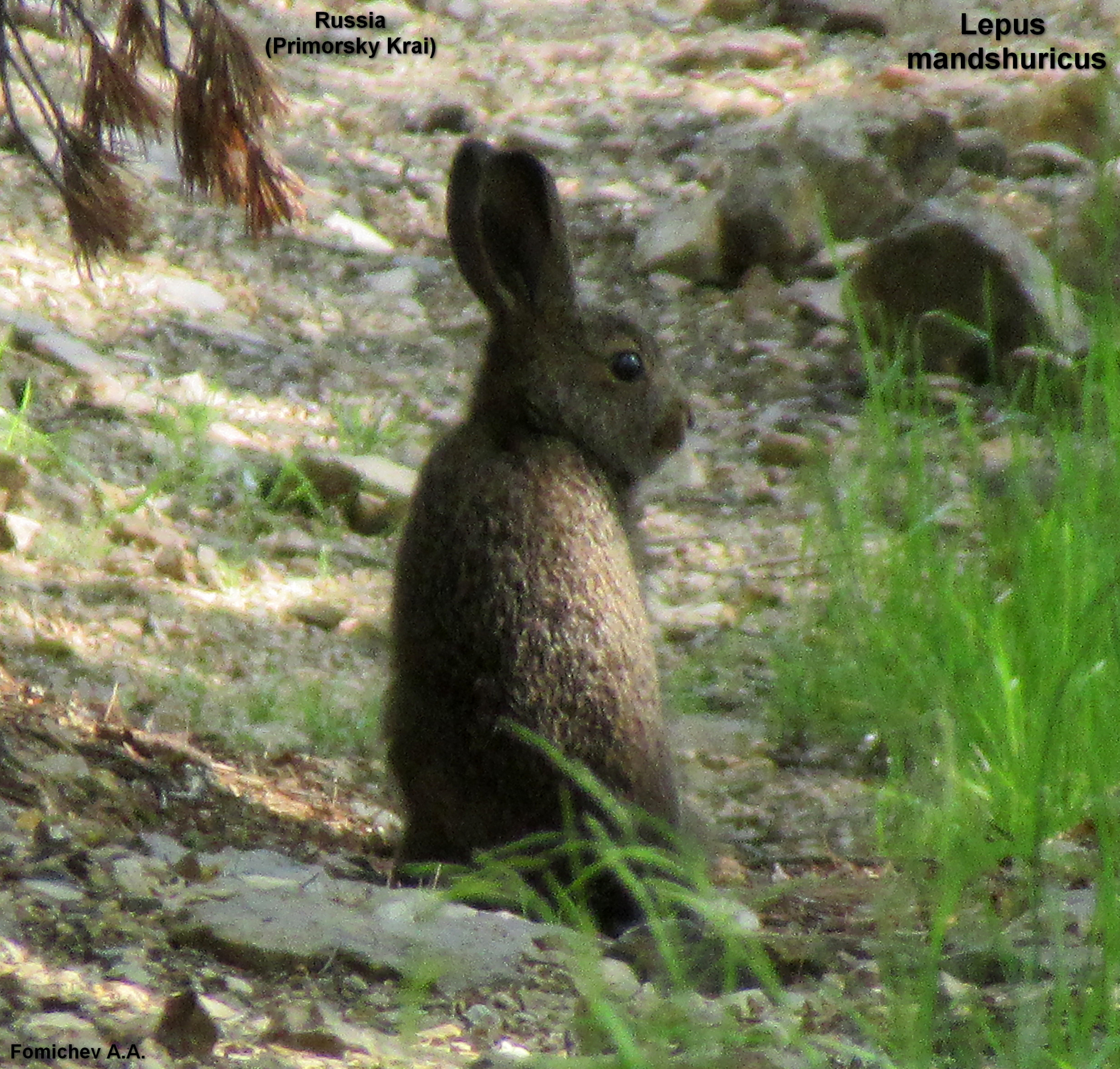
iepure manciurian (Lepus mandshuricus)
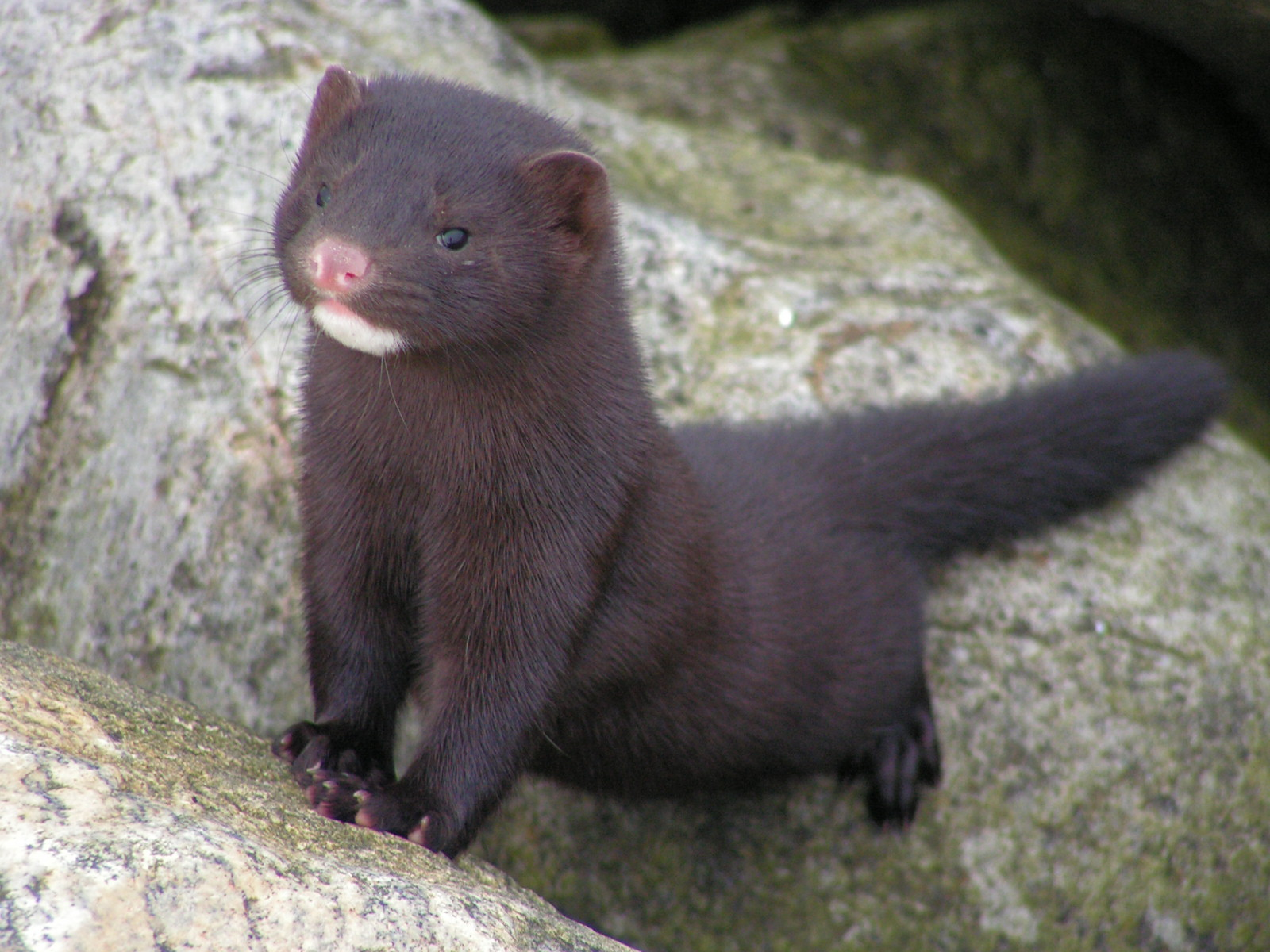
vizon (Neogale vison)
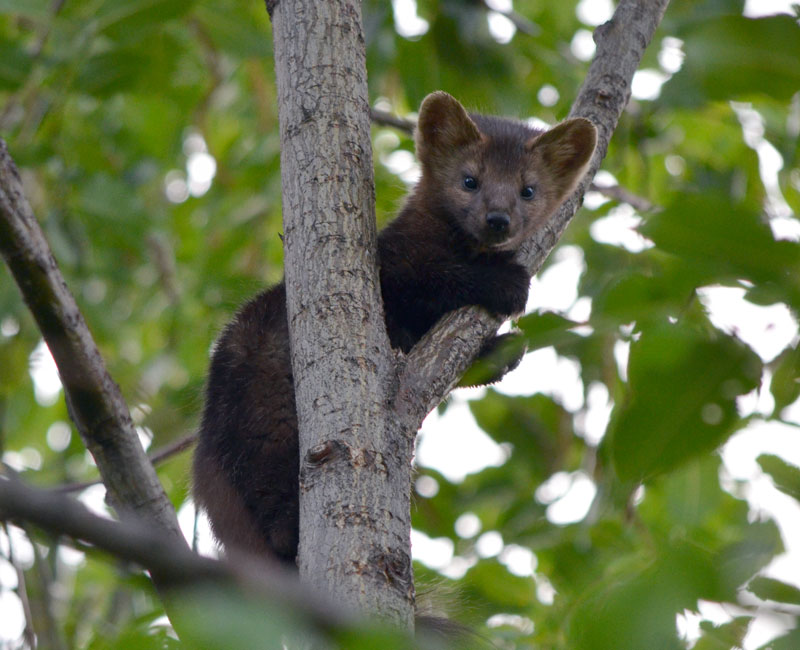
samur (Martes zibellina)
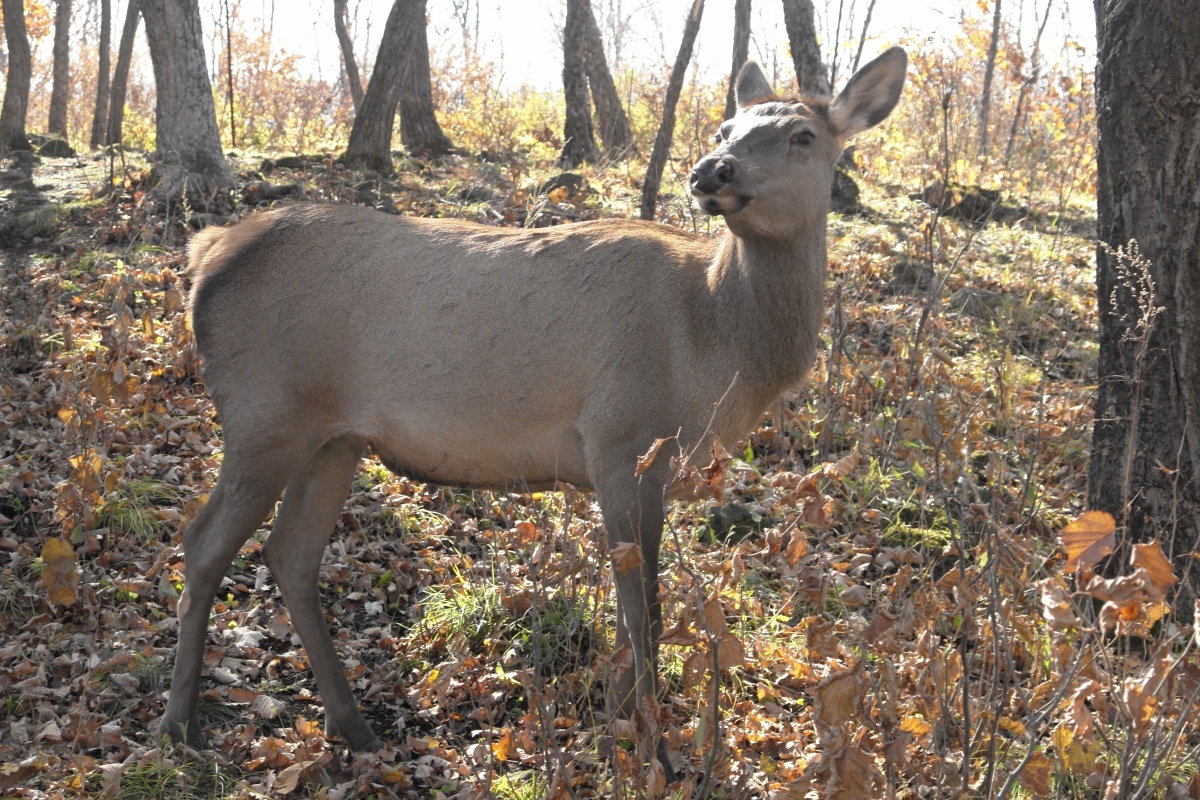
căprioară wapiti (Cervus canadensis)
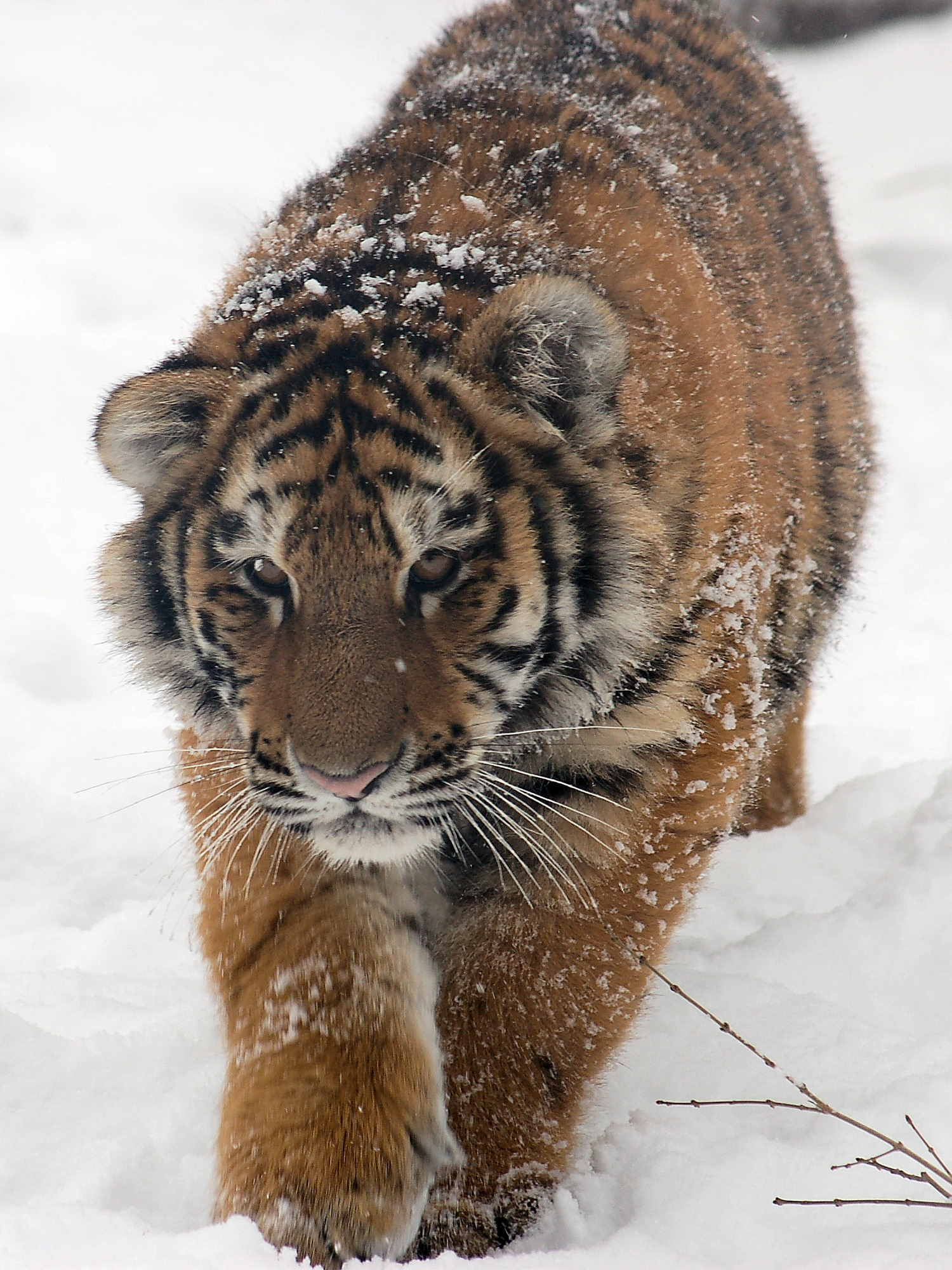
pui de tigru siberian (Panthera tigris)
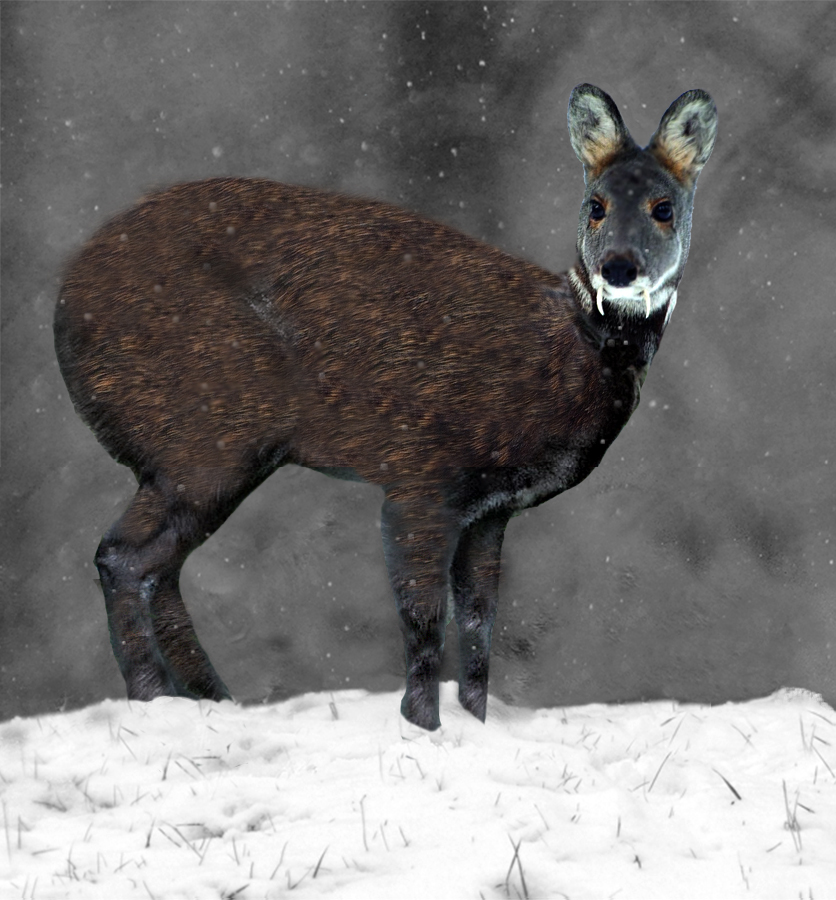
mosc (Moschus moschiferus)
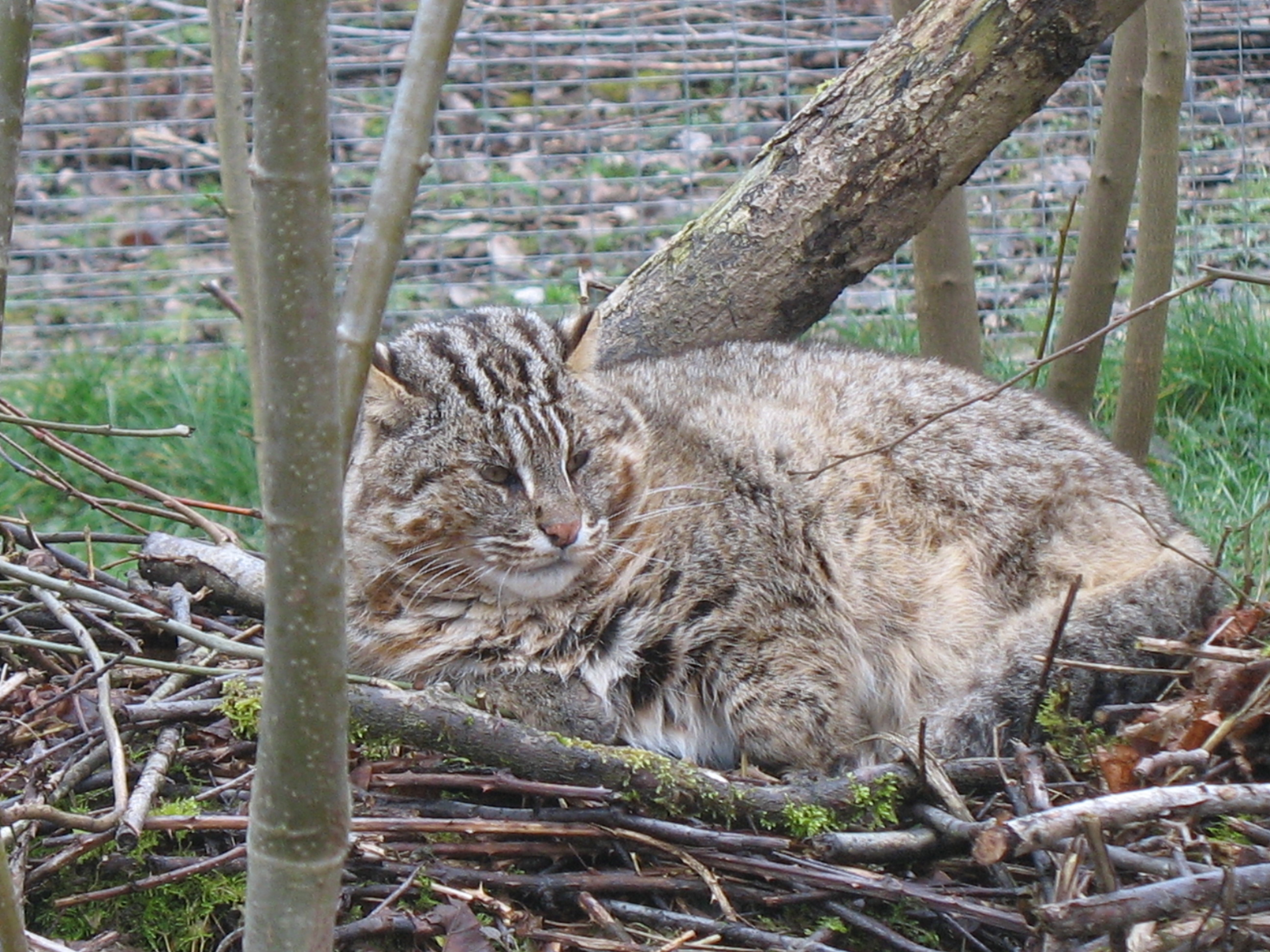
pisică leopard de Amur
(Prionailurus bengalensis euptilura)

În 2015, un tigru de Amur capturat în districtul Viazemski și care a fost denumit Uporny (în rusă Упорно, în traducere din rusă Încăpățânat) a fost eliberat în regiunea Parcului Național Aniui și monitorizat prin GPS, constatându-se că după ce a rătăcit timp de șase săptămâni, și-a ales un teritoriu în interiorul parcului. Directorul Centrului de monitorizare a tigrilor de Amur a remarcat că „Suntem încurajați de comportamentul lui Uporny până acum. El stă departe de oamenii din zonă și chiar evită orice infrastructură creată de om. De-a lungul întregii perioade de la eliberare, nu a folosit niciodată drumurile și nici măcar drumurile forestiere abandonate”.

### „Fără pin coreean nu există tigri de Amur˝
Tigrii de Amur (Panthera tigris altaica), pisicile leopard de Amur (Prionailurus bengalensis euptilura) și pădurile Rusiei sunt într-o legătură strânsă. Pădurile mixte includ exemplare de stejar mongol (Quercus mongolica), frasin de Manciuria (Fraxinus mandshurica) și pin coreean (Pinus koraiensis), semințele acestuia constituind hrana principală a mistreților și altor animale care cutreieră zonele împădurite, pădurile formând astfel o primă verigă într-un ecosistem care asigură prada carnivorelor de Amur.
Felinele sunt amenințate de braconieri, căzând adesea pradă comerțului ilegal cu animale sălbatice, fiind vânate în special pentru blană, dar și pentru oase sau alte părți ale corpului care sunt utilizate în medicina tradițională chinezească. La rândul lor, pădurile au și ele proprii braconieri - hoții de lemn, acestora căzându-le pradă nu doar pinii, ci și stejarii și frasinii. Provocările pot fi legate și de fructul pinului coreean. Semințele din conurile de pin sunt o sursă cheie de hrană pentru cerbi, căprioare și mistreți, prada principală a tigrului de Amur. Mai puțini copaci înseamnă mai puțină hrană pentru tigri.
Tigrii se găseau în pădurile din toată Asia, de la Marea Caspică până în Siberia și Indonezia. În prezent, arealul de răspândire a tigrului este de doar 7% din ceea ce a fost cândva. Numai în ultimul deceniu, suprafața estimată ocupată de tigri a scăzut cu 41%. În secolul trecut, numărul tigrilor din întreaga lume a scăzut de la peste 100.000 la ceva mai mult de 3.200, dar a crescut până la aproximativ 5.000 în 2022, ca urmare a măsurilor de protecție adoptate. Estimările oficiale ale numărului de tigri de Amur din Rusia provin din sondaje efectuate la fiecare 10 ani în lunile de iarnă, când tigrii pot fi monitorizați urmărind urmele labelor în zăpadă. În 2005, au fost raportați mai puțin de 500 de tigri de Amur. Leoparzii de Amur sunt și mai aproape de dispariție în sălbăticie, în același an fiind raportat un număr de aproximativ 60 de exemplare, deși numărul lor s-a dublat din 2007. În 2005-2006, evaluarea a arătat că 115 tigri locuiesc în 16 locații monitorizate. În 2012-2013, totalul a fost de 75 de exemplare, o reducere cu 25% față de media primului deceniu. „Braconajul, epuizarea prăzilor, reducerea habitatului prin exploatare forestieră și bolile infecțioase au doborât tigrii de Amur”, a declarat Miquelle Dalle, director al Programului Rusia al Wildlife Conservation Society. „Chiar și în habitatul lor principal, tigrii au probleme”. 
Ultimul recensământ oficial al tigrilor de Amur din Rusia, efectuat în 2015, a estimat populația la 532 de exemplare, cu 67 mai mult decât cu un deceniu mai devreme. În nordul îndepărtat al Chinei, lângă granița cu Rusia, se găsesc aproximativ 50 de feline, iar un număr mic necunoscut poate hoinări în Coreea de Nord sau în alte țări asiatice.
În arealul de răspândire a tigrului de Amur, ratele de exploatare forestieră s-au dublat între 2000 și 2008. În 2010, înainte de Summit-ul global despre tigri de la Sankt Petersburg, autoritățile federale ruse au adăugat pinul coreean pe lista speciilor pentru care orice formă de exploatare forestieră este interzisă. De asemenea, în 2014, Rusia a inclus stejarul mongol (Quercus mongolica) și frasinul de Manciuria (Fraxinus mandshurica) în Anexa III a Convenției privind comerțul internațional cu specii de faună și floră sălbatice pe cale de dispariție (Convention on International Trade in Endangered Species of Wild Fauna and Flora - CITES), ceea ce ar putea oferi protecția necesară pentru unele dintre cele mai amenințate specii de export din estul Rusiei.
„Tăierea ilegală și comerțul necontrolat de stejar mongol și frasin manciurian, două specii valoroase de lemn de esență tare, în provinciile Primorsky și Habarovsk din Orientul Îndepărtat, duc la degradarea pădurilor din arealul de răspândire al tigrului de Amur. Stejarii sunt o sursă cheie de hrană pentru animale precum mistreții, care, la rândul lor, constituie prada tigrului de Amur și leopardului din Orientul Îndepărtat. Frasinul se găsește adesea în pădurile inundabile, care sunt habitate cheie atât pentru felinele mari, cât și pentru prada lor”—Convenția privind comerțul internațional cu specii de faună și floră sălbatice pe cale de dispariție - CITES
Totuși, după cum se arată în raportul Tăierile ilegale din Orientul Îndepărtat Rus: cerere globală și distrugerea pădurii boreale (Illegal Logging in the Russian Far East: Global Demand and Taiga Destruction), unii administratori de fond forestier au permis tăietorilor de lemne să exploateze ilegal exemplare valoroase de pin, stejar, frasin și alte specii de arbori. 
Tăierile ilegale afectează și populația din regiune. Mii de indigeni care trăiesc în sate îndepărtate, inclusiv populațiile Udege și Nanai, se bazează pe păduri pentru a-și asigura cele necesare traiului, de la medicamente tradiționale la apicultură și recoltarea semințelor de pin. De asemenea, acestea vânează animale de pădure, precum cerbii și mistreții, pentru hrană.
În 2007, locuitorii satului Ariadnoe au protestat public și au organizat patrule în efortul de a opri tăierile ilegale de pini coreeni. Ei au cerut limitarea colectării semințelor de pin, în ciuda veniturilor pe care comercializarea lor le generează, deoarece abundența acestora asigură un fond cinegetic stabil, care include mistreți, cerbi și căprioare. Situația a devenit tensionată, fiind trase focuri de armă în ferestre și în mașinile organizatorilor mișcării, dar nimeni nu a fost rănit. 
Exemplul Ariadnoe demonstrează dorința locuitorilor din zonă de a proteja pinii coreeni. Comunitățile au arătat clar că doresc ca pădurile, semințele de pin și tigrii să fie sub protecție. Așa cum a subliniat Igor Cestin, CEO al WWF-Rusia, „fără pin coreean nu există tigri de Amur”.

## Istoric local
Locuitorii tradiționali ai așezărilor locale, rurale, din zona parcului național se numesc nanai (în rusă нанайцы, transliterat: nanajcy), o populație tungusică răspândită în Siberia, China și Mongolia. Situat în parcul național, micul sat Arsenievo (în rusă Арсениево) a fost un loc de exil în timpul colectivizării din anii 1930 și a găzduit o tabără de prizonieri de război japoneză în anii 1940.

### Conducta Sahalin–Habarovsk–Vladivostok
În anul 2011 a fost finalizată construcția conductei de gaze naturale Sahalin–Habarovsk–Vladivostok, utilizând o secțiune a unei conducte anterioare care se întindea de-a lungul fluviului Amur, în apropierea orașului Habarovsk. Conducta trece de-a lungul limitei vestice a Parcului Național Aniui. Operatorul acesteia, compania rusă Gazprom, a precizat că „în timpul construcției instalațiilor conductelor a fost respectată o cerință strictă – impactul minim asupra mediului. Operațiunile de construcție s-au desfășurat în cadrul liniilor de comunicații existente. Terenurile afectate în timpul construcției au fost renaturate”.

## Turism
Centrul administrativ al Parcului Național Aniui este situat în satul Troițkoie (în rusă Троицкое, transliterat: Troitskoye), districtul Nanai. Satul găzduiește și Muzeul districtului Nanai.
În Parcul Național Aniui există 3 trasee turistice: un traseu de rafting pe râul Aniui - „Aniuiskie rafting” (în rusă Анюйские перекаты, transliterat: Aniuyskie perekatî), un traseu rutier - „Traseul Bihan” (în rusă Урочище Бихан, transliterat: Urochishte Bikhan) și un traseu de iarnă cu snowmobilul „Traseele tigrului” (în rusă Тигриные тропы, transliterat: Tigrinyye tropy).